# Liste der Seinebrücken
Die Liste der Seinebrücken enthält die rund 310 Brücken über die Seine von der Mündung bis zur Quelle mit Angabe der Verbindung, Ort, Brückentyp, Jahr der Eröffnung sowie Denkmalschutzmerkmal als Monument historique (pont inscrit, pont classé).

## Liste der Brücken nach Département
| Bild | Brücke                                             | linkes Ufer                                        | Mitte                                             | rechtes Ufer                                       | Länge                     | Lage                      | Brückentyp                           | Straße/ Bahnlinie | Jahr                      | Monument historique                      | Kommentar                                                             |
| Calvados / Seine-Maritime | Calvados / Seine-Maritime                          | Calvados / Seine-Maritime                          | Calvados / Seine-Maritime                         | Calvados / Seine-Maritime                          | Calvados / Seine-Maritime | Calvados / Seine-Maritime | Calvados / Seine-Maritime            | Calvados / Seine-Maritime | Calvados / Seine-Maritime | Calvados / Seine-Maritime                | Calvados / Seine-Maritime                                             |
| --- | -------------------------------------------------- | -------------------------------------------------- | ------------------------------------------------- | -------------------------------------------------- | ------------------------- | ------------------------- | ------------------------------------ | --- | ------------------------- | ---------------------------------------- | --------------------------------------------------------------------- |
| mehr Bilder | Pont de Normandie                                  | Honfleur                                           |                                                   | Le Havre                                           | 2141 m                    |                           | Schrägseilbrücke                     | N 1029 | 1995                      |                                          |                                                                       |
| Eure / Seine-Maritime (aval) |                                                    |                                                    |                                                   |                                                    |                           |                           |                                      | |                           |                                          |                                                                       |
| mehr Bilder | Pont de Tancarville                                | Quillebeuf-sur-Seine                               |                                                   | Tancarville                                        | 1420 m                    |                           | Hängebrücke                          | N 182 | 1959                      |                                          |                                                                       |
| Seine-Maritime |                                                    |                                                    |                                                   |                                                    |                           |                           |                                      | |                           |                                          |                                                                       |
| mehr Bilder | Pont de Brotonne                                   | Arelaune-en-Seine                                  |                                                   | Rives-en-Seine                                     | 1278 m                    |                           | Schrägseilbrücke                     | D 490 | 1977                      |                                          |                                                                       |
| mehr Bilder | Pont Gustave Flaubert                              | Rouen                                              |                                                   | Rouen                                              | 670 m                     |                           | Hebebrücke                           | N 1338 | 2008                      |                                          | letzte Brücke für Hochseeschiffe                                      |
| mehr Bilder | Pont Guillaume-le-Conquérant                       | Rouen                                              |                                                   | Rouen                                              | 240 m                     |                           |                                      | N 138 | 1970                      |                                          |                                                                       |
| mehr Bilder | Pont Jeanne-d'Arc                                  | Rouen                                              |                                                   | Rouen                                              |                           |                           | Straßenbahn Rouen                    | | 1956                      |                                          |                                                                       |
| mehr Bilder | Pont Boieldieu                                     | Rouen                                              |                                                   | Rouen                                              | 240 m                     |                           |                                      | | 1160 1626 1836 1888 1955  |                                          |                                                                       |
| mehr Bilder | Pont Pierre-Corneille                              | Rouen                                              | île Lacroix                                       | Rouen                                              | 288 m                     |                           |                                      | N 840 | 1952                      |                                          |                                                                       |
| mehr Bilder | Pont Mathilde                                      | Rouen                                              | île Lacroix                                       | Rouen                                              | 585 m                     |                           |                                      | D 28 | 1979                      |                                          |                                                                       |
| mehr Bilder | Viaduc d'Eauplet                                   | Sotteville-lès-Rouen                               | île Lacroix                                       | Bonsecours                                         | 356 m                     |                           |                                      | Bahnlinie Paris-Saint-Lazare au Havre | 1946                      |                                          | wiedererstellt 1946                                                   |
| Bild gesucht Die Wikipedia wünscht sich an dieser Stelle ein Bild vom hier behandelten Ort. Weitere Infos zum Motiv findest du vielleicht auf der Diskussionsseite . Falls du dabei helfen möchtest, erklärt die Anleitung , wie das geht. BW | Viaduc de Tourville                                | Île aux Bœufs (Seine)                              |                                                   | Tourville-la-Rivière                               | 185 m                     |                           |                                      | Bahnlinie Paris-Saint-Lazare au Havre Bahnlinie Serquigny à Oissel |                           |                                          |                                                                       |
| Bild gesucht Die Wikipedia wünscht sich an dieser Stelle ein Bild vom hier behandelten Ort. Weitere Infos zum Motiv findest du vielleicht auf der Diskussionsseite . Falls du dabei helfen möchtest, erklärt die Anleitung , wie das geht. BW | Viaduc ferroviaire d'Oissel                        | Oissel-sur-Seine                                   |                                                   | Île aux Bœufs (Seine)                              | 186 m                     |                           |                                      | Bahnlinie Paris-Saint-Lazare au Havre Bahnlinie Serquigny à Oissel |                           |                                          |                                                                       |
| Bild gesucht Die Wikipedia wünscht sich an dieser Stelle ein Bild vom hier behandelten Ort. Weitere Infos zum Motiv findest du vielleicht auf der Diskussionsseite . Falls du dabei helfen möchtest, erklärt die Anleitung , wie das geht. BW | Pont d'Oissel                                      | Tourville-la-Rivière                               | Île aux Bœufs (Seine)                             | Oissel-sur-Seine                                   | 560 m                     |                           |                                      | N 13 |                           |                                          | zwei Brücken über zwei Seinearme beidseits der l'île aux Bœufs        |
| mehr Bilder | Viaduc d'Oissel                                    | Oissel-sur-Seine                                   | île Sainte-Catherine (Seine)                      | Tourville-la-Rivière                               | 360 m                     |                           |                                      | A13 |                           |                                          | zwei Brücken über zwei Seinearme beidseits der l'île Sainte-Catherine |
| mehr Bilder | Viaduc d'Orival                                    | Orival                                             |                                                   | Saint-Aubin-lès-Elbeuf                             | 300 m                     |                           |                                      | Bahnlinie Serquigny à Oissel |                           |                                          |                                                                       |
| mehr Bilder | Pont Guynemer                                      | Elbeuf                                             |                                                   | Elbeuf                                             | 180 m                     |                           | Hängebrücke                          | N 7 | 1843–1940 1953            |                                          |                                                                       |
| Bild gesucht Die Wikipedia wünscht sich an dieser Stelle ein Bild vom hier behandelten Ort. Weitere Infos zum Motiv findest du vielleicht auf der Diskussionsseite . Falls du dabei helfen möchtest, erklärt die Anleitung , wie das geht. BW | Pont Jean-Jaurès                                   | Elbeuf                                             |                                                   | Saint-Aubin-lès-Elbeuf                             | 200 m                     |                           | Balkenbrücke                         | N 144 | 1864–1940 1964            |                                          |                                                                       |
| Eure / Seine-Maritime (amont) |                                                    |                                                    |                                                   |                                                    |                           |                           |                                      | |                           |                                          |                                                                       |
| mehr Bilder | Viaduc de Criquebeuf                               | Criquebeuf-sur-Seine                               | Île Launy                                         | Sotteville-sous-le-Val                             | 512,60 m                  |                           |                                      | A13 |                           |                                          | verbindet zwei Départements                                           |
| Eure |                                                    |                                                    |                                                   |                                                    |                           |                           |                                      | |                           |                                          |                                                                       |
| mehr Bilder | Pont de Pont-de-l'Arche                            | Pont-de-l’Arche                                    | île Saint-Pierre                                  | Igoville                                           | 300 m                     |                           |                                      | D 15 |                           |                                          |                                                                       |
| Bild gesucht Die Wikipedia wünscht sich an dieser Stelle ein Bild vom hier behandelten Ort. Weitere Infos zum Motiv findest du vielleicht auf der Diskussionsseite . Falls du dabei helfen möchtest, erklärt die Anleitung , wie das geht. BW | Pont du Manoir                                     | Le Manoir                                          |                                                   | Le Manoir                                          | 200 m                     |                           |                                      | Bahnlinie Paris-Saint-Lazare au Havre |                           |                                          |                                                                       |
| | Passerelle de l'écluse d'Amfreville                | Poses                                              | Grande Île (Poses)                                | Amfreville-sous-les-Monts                          | 235 m                     |                           |                                      | |                           |                                          |                                                                       |
| mehr Bilder | Pont de Saint-Pierre-du-Vauvray                    | Saint-Pierre-du-Vauvray                            | Île du Bac                                        | Andé                                               | 131 m                     |                           | Bogenbrücke mit abgehängter Fahrbahn | D 313 | 1923 / 1947               | PA00099572                               | zwei Brücken über zwei Seinearme beidseits der l'île du Bac           |
| Bild gesucht Die Wikipedia wünscht sich an dieser Stelle ein Bild vom hier behandelten Ort. Weitere Infos zum Motiv findest du vielleicht auf der Diskussionsseite . Falls du dabei helfen möchtest, erklärt die Anleitung , wie das geht. BW | Passerelle Muids-Bernières                         | Bernières-sur-Seine                                |                                                   | Muids                                              | 300 m                     |                           | Destinée au transport de granulats   | |                           |                                          |                                                                       |
| mehr Bilder | Pont suspendu des Andelys                          | Tosny                                              |                                                   | Les Andelys                                        | 150 m                     |                           | Hängebrücke                          | N 135 | 1947                      |                                          |                                                                       |
| mehr Bilder | Pont de Courcelles-sur-Seine                       | Le Val d’Hazey                                     |                                                   | Courcelles-sur-Seine                               | 211 m                     |                           |                                      | D 316 | 1843–1940 – 1966          |                                          |                                                                       |
| | Passerelle de l'écluse de Notre-Dame-de-la-Garenne | Saint-Pierre-la-Garenne                            | Île Besac                                         | Port-Mort                                          |                           |                           |                                      | | 1889                      |                                          |                                                                       |
| mehr Bilder | Vieux pont de Vernon                               | Vernon                                             | Île du Talus                                      | Vernon                                             |                           |                           | kein Zutritt                         | | 12. Jh.                   |                                          | Ruine                                                                 |
| mehr Bilder | Pont Clemenceau                                    | Vernon                                             |                                                   | Vernon                                             | 250 m                     |                           |                                      | D 181 | 1950                      |                                          |                                                                       |
| Yvelines / Val-d’Oise |                                                    |                                                    |                                                   |                                                    |                           |                           |                                      | |                           |                                          |                                                                       |
| mehr Bilder | Anciens ponts de La Roche-Guyon                    | Moisson                                            |                                                   | La Roche-Guyon                                     | 320 m                     |                           | Bogenbrücke mit abgehängter Fahrbahn | | 1840–1914 1934–1940       |                                          | 1940 zerstört                                                         |
| Yvelines |                                                    |                                                    |                                                   |                                                    |                           |                           |                                      | |                           |                                          |                                                                       |
| mehr Bilder | Pont de Bonnières                                  | Bonnières-sur-Seine                                | Grande Île                                        | Bennecourt                                         |                           |                           |                                      | N 201 |                           |                                          |                                                                       |
| Bild gesucht Die Wikipedia wünscht sich an dieser Stelle ein Bild vom hier behandelten Ort. Weitere Infos zum Motiv findest du vielleicht auf der Diskussionsseite . Falls du dabei helfen möchtest, erklärt die Anleitung , wie das geht. BW | Pont entre l'île aux Dames et l'île l'Aumône       | île l'Aumône à Mantes-la-Jolie                     |                                                   | Île aux Dames à Mantes-la-Jolie                    |                           |                           |                                      | |                           |                                          |                                                                       |
| mehr Bilder | Pont Neuf de Mantes                                | Mantes-la-Jolie                                    | Île aux Dames                                     | Limay                                              | 405 m                     |                           |                                      | N 983a | 1945                      |                                          |                                                                       |
| Bild gesucht Die Wikipedia wünscht sich an dieser Stelle ein Bild vom hier behandelten Ort. Weitere Infos zum Motiv findest du vielleicht auf der Diskussionsseite . Falls du dabei helfen möchtest, erklärt die Anleitung , wie das geht. BW | Passerelle Mantes-la-Jolie - Limay                 | Mantes-la-Jolie                                    | Île aux Dames                                     | Limay                                              |                           |                           |                                      | | 2018–2019                 |                                          |                                                                       |
| mehr Bilder | Alte Brücke von Limay                              | Île aux Dames à Mantes-la-Jolie                    |                                                   | Limay                                              |                           |                           |                                      | | 11. Jh.                   | Eintrag Nr. PA00087518                   | eine der ältesten Brücken Frankreichs                                 |
| Bild gesucht Die Wikipedia wünscht sich an dieser Stelle ein Bild vom hier behandelten Ort. Weitere Infos zum Motiv findest du vielleicht auf der Diskussionsseite . Falls du dabei helfen möchtest, erklärt die Anleitung , wie das geht. BW | Viaduc de Limay                                    | Mantes-la-Jolie                                    | île aux Dames                                     | Limay                                              |                           |                           |                                      | D 183 |                           |                                          |                                                                       |
| Bild gesucht Die Wikipedia wünscht sich an dieser Stelle ein Bild vom hier behandelten Ort. Weitere Infos zum Motiv findest du vielleicht auf der Diskussionsseite . Falls du dabei helfen möchtest, erklärt die Anleitung , wie das geht. BW | Pont ferroviaire de Limay                          | Mantes-la-Jolie                                    | île aux Dames                                     | Limay                                              | 500 m                     |                           |                                      | Bahnlinie Paris-Saint-Lazare à Mantes-Station par Conflans-Sainte-Honorine |                           |                                          |                                                                       |
| mehr Bilder | Pont de Rangiport                                  | Épône                                              | île de Rangiport                                  | Gargenville                                        |                           |                           |                                      | N 130 |                           |                                          |                                                                       |
| mehr Bilder | Pont Rhin et Danube                                | Les Mureaux                                        | île Belle                                         | Meulan                                             | 520 m                     |                           |                                      | N 14 | 1957                      |                                          |                                                                       |
| mehr Bilder | Pont aux Perches                                   | île du Fort                                        |                                                   | Meulan                                             | 100 m                     |                           |                                      | | 12. Jh.                   |                                          | alte Brücke aus dem 12. Jh.                                           |
| | Pont Saint-Côme                                    | île du Fort à Meulan                               |                                                   | île Belle à Meulan                                 |                           |                           |                                      | |                           |                                          |                                                                       |
| Bild gesucht Die Wikipedia wünscht sich an dieser Stelle ein Bild vom hier behandelten Ort. Weitere Infos zum Motiv findest du vielleicht auf der Diskussionsseite . Falls du dabei helfen möchtest, erklärt die Anleitung , wie das geht. BW | Pont de l'île de Vaux                              | île de Vaux                                        |                                                   | Vaux-sur-Seine                                     |                           |                           |                                      | |                           |                                          | Privatbrücke                                                          |
| mehr Bilder | Pont suspendu de Triel                             | Triel-sur-Seine                                    |                                                   | Triel-sur-Seine                                    |                           |                           | Hängebrücke                          | | 1956                      |                                          |                                                                       |
| mehr Bilder | Pont de Triel-sur-Seine                            | Vernouillet                                        | île d'Hernière                                    | Triel-sur-Seine                                    | 635 m                     |                           |                                      | N 1 | 2003                      |                                          |                                                                       |
| mehr Bilder | Pont de Villennes                                  | Villennes-sur-Seine                                |                                                   | île de Villennes à Villennes-sur-Seine             |                           |                           |                                      | | 18. Jh.                   |                                          |                                                                       |
| mehr Bilder | Pont de l'île de Migneaux                          | île de Migneaux                                    |                                                   | Poissy                                             | 52,8 m                    |                           | Langerscher Balken                   | | 1932                      | IA78000371 Inventaire général            |                                                                       |
| Bild gesucht Die Wikipedia wünscht sich an dieser Stelle ein Bild vom hier behandelten Ort. Weitere Infos zum Motiv findest du vielleicht auf der Diskussionsseite . Falls du dabei helfen möchtest, erklärt die Anleitung , wie das geht. BW | Passerelle de l'île de Migneaux                    | île de Migneaux                                    |                                                   | Poissy                                             | 66 m                      |                           |                                      | |                           |                                          |                                                                       |
| mehr Bilder | Ancien pont de Poissy                              | Carrières-sous-Poissy                              | îlot du Petit-Robinson                            | Poissy                                             | 400 m                     |                           | Steinbogenbrücke                     | | 13. Jh.                   | PA00087389 PA00087572                    | teilweise 1944 zerstört                                               |
| mehr Bilder | Pont de Poissy                                     | Carrières-sous-Poissy                              |                                                   | Poissy                                             | 185 m                     |                           |                                      | N 190 | 1949                      | IA78000542                               |                                                                       |
| mehr Bilder | Viaduc Joly                                        | Conflans-Sainte-Honorine                           |                                                   | Conflans-Sainte-Honorine                           | 185 m                     |                           |                                      | Bahnlinie d'Achères à Pontoise | 1946                      |                                          |                                                                       |
| mehr Bilder | Pont de Conflans                                   | Conflans-Sainte-Honorine                           |                                                   | Conflans-Sainte-Honorine                           | 350 m                     |                           |                                      | N 184 | 1950                      |                                          |                                                                       |
| mehr Bilder | Passerelle Saint-Nicolas                           | Conflans-Sainte-Honorine                           |                                                   | Conflans-Sainte-Honorine                           | 160 m                     |                           |                                      | | 1985                      |                                          |                                                                       |
| mehr Bilder | Pont de Maisons-Laffitte                           | Maisons-Laffitte                                   |                                                   | Sartrouville                                       | 190 m                     |                           |                                      | N 308 |                           |                                          |                                                                       |
| mehr Bilder | Passerelle de Maisons-Laffitte                     | Maisons-Laffitte                                   |                                                   | île de la Commune à Maisons-Laffitte               |                           |                           |                                      | |                           |                                          | Brücke über den kleinen Arm der Seine                                 |
| mehr Bilder | Pont ferroviaire de Maisons-Laffitte               | Maisons-Laffitte                                   | île de la Commune                                 | Sartrouville                                       |                           |                           |                                      | Bahnlinie Paris-Saint-Lazare au Havre |                           |                                          |                                                                       |
| mehr Bilder | Passerelle de Maisons-Laffitte (rue Johnson)       | Maisons-Laffitte                                   |                                                   | île de la Commune à Maisons-Laffitte               |                           |                           |                                      | |                           |                                          | Brücke über den kleinen Arm der Seine                                 |
| mehr Bilder | Passerelle de l'île de la Borde                    | Le Mesnil-le-Roi                                   |                                                   | île de la Borde                                    |                           |                           |                                      | |                           |                                          | Brücke über den kleinen Arm der Seine                                 |
| | Viaduc autoroutier de Montesson                    | Le Mesnil-le-Roi                                   |                                                   | Montesson                                          |                           |                           |                                      | A14 |                           |                                          |                                                                       |
| mehr Bilder | Viaduc ferroviaire du Pecq                         | Le Pecq                                            | île Corbière                                      | Le Pecq                                            |                           |                           | RATP                                 | RER A |                           |                                          |                                                                       |
| mehr Bilder | Pont du Pecq                                       | Le Pecq                                            |                                                   | Le Pecq                                            | 176 m                     |                           |                                      | D 186 | 1963                      |                                          |                                                                       |
| mehr Bilder | Pont de l'île de la Loge                           | Bougival                                           |                                                   | île de la Loge à Bougival                          |                           |                           |                                      | |                           |                                          |                                                                       |
| mehr Bilder | Passerelle de l'île de la Loge                     | Bougival                                           |                                                   | île de la Loge à Bougival                          |                           |                           |                                      | |                           |                                          | demontiert                                                            |
| mehr Bilder | Pont du Maréchal-de-Lattre-de-Tassigny             | Bougival                                           | île de la Chaussée                                | Croissy-sur-Seine                                  | 340 m                     |                           |                                      | D 311a |                           |                                          |                                                                       |
| Hauts-de-Seine / Yvelines |                                                    |                                                    |                                                   |                                                    |                           |                           |                                      | |                           |                                          |                                                                       |
| mehr Bilder | Pont ferroviaire de Chatou                         | Rueil-Malmaison                                    | île des Impressionnistes                          | Chatou                                             | 470 m                     |                           | RATP                                 | RER A Bahnlinie Paris-Saint-Lazare à Saint-Germain-en-Laye |                           | IA00064584 Inventaire général            |                                                                       |
| mehr Bilder | Pont de Chatou                                     | Rueil-Malmaison                                    | île des Impressionnistes                          | Chatou                                             | 240 m                     |                           |                                      | D 186 |                           |                                          |                                                                       |
| mehr Bilder | Viaduc de Carrières-sur-Seine                      | Nanterre                                           | île Fleurie                                       | Carrières-sur-Seine                                |                           |                           |                                      | A14 | 1996                      |                                          |                                                                       |
| mehr Bilder | Viaduc ferroviaire de Nanterre                     | Nanterre                                           | île Saint-Martin                                  | Carrières-sur-Seine                                | 450,5 m                   |                           |                                      | Bahnlinie Nanterre-Université à Sartrouville |                           |                                          |                                                                       |
| Hauts-de-Seine / Val-d’Oise |                                                    |                                                    |                                                   |                                                    |                           |                           |                                      | |                           |                                          |                                                                       |
| mehr Bilder | Pont ferroviaire des Anglais                       | Nanterre                                           | île Saint-Martin                                  | Bezons                                             |                           |                           |                                      | Bahnlinie Paris-Saint-Lazare à Saint-Germain-en-Laye | 1841                      |                                          |                                                                       |
| mehr Bilder | Pont de Bezons                                     | Colombes                                           |                                                   | Bezons                                             |                           |                           |                                      | D 192 Linie 2 der Pariser Straßenbahn | 1811 1953 2009            |                                          |                                                                       |
| mehr Bilder | Pont-aqueduc de Colombes                           | Colombes                                           |                                                   | Argenteuil                                         |                           |                           |                                      | D 15 |                           |                                          |                                                                       |
| mehr Bilder | Pont d’Argenteuil                                  | Gennevilliers                                      |                                                   | Argenteuil                                         |                           |                           |                                      | D 309 | 1833 1874 1947            |                                          |                                                                       |
| mehr Bilder | Eisenbahnbrücke Argenteuil                         | Gennevilliers                                      |                                                   | Argenteuil                                         | 200 m                     |                           |                                      | Bahnlinie Paris – Mantes par Conflans Paris – Ermont-Eaubonne | 1863 1872 1949            |                                          |                                                                       |
| mehr Bilder | Autobahnbrücke Gennevilliers                       | Gennevilliers                                      |                                                   | Argenteuil                                         | 1622 m                    |                           |                                      | A15 | 1976 1992                 |                                          | 1992 verdoppelt                                                       |
| Val-d’Oise / Seine-Saint-Denis |                                                    |                                                    |                                                   |                                                    |                           |                           |                                      | |                           |                                          |                                                                       |
| mehr Bilder | Pont ferroviaire d'Épinay                          | Gennevilliers                                      | L’Île-Saint-Denis                                 | Épinay-sur-Seine                                   | 290 m                     |                           |                                      | Bahnlinie Vallée de Montmorency - Invalides |                           |                                          |                                                                       |
| mehr Bilder | Pont d'Épinay                                      | Gennevilliers                                      | L’Île-Saint-Denis                                 | Épinay-sur-Seine                                   | 350 m                     |                           |                                      | D 310 |                           |                                          |                                                                       |
| mehr Bilder | Pont de l’Île Saint-Denis                          | Villeneuve-la-Garenne                              | L’Île-Saint-Denis                                 | Saint-Denis                                        |                           |                           |                                      | D 186 | 1844 1905                 |                                          |                                                                       |
| mehr Bilder | Viaduc autoroutier de L'Île-Saint-Denis            | Villeneuve-la-Garenne                              | L’Île-Saint-Denis                                 | Saint-Denis                                        |                           |                           |                                      | A86 |                           |                                          |                                                                       |
| mehr Bilder | Pont de Saint-Ouen-les-Docks                       | Gennevilliers                                      | L’Île-Saint-Denis                                 | Saint-Ouen-sur-Seine                               |                           |                           |                                      | |                           |                                          |                                                                       |
| mehr Bilder | Pont ferroviaire de Saint-Ouen                     | Asnières-sur-Seine                                 |                                                   | Saint-Ouen-sur-Seine                               |                           |                           | SNCF                                 | Bahnlinie La Plaine à Ermont - Eaubonne |                           |                                          |                                                                       |
| Hauts-de-Seine (aval) |                                                    |                                                    |                                                   |                                                    |                           |                           |                                      | |                           |                                          |                                                                       |
| mehr Bilder | Pont de Gennevilliers                              | Asnières-sur-Seine                                 |                                                   | Clichy                                             | 160 m                     |                           |                                      | N 17 |                           |                                          |                                                                       |
| mehr Bilder | Pont de Clichy                                     | Asnières-sur-Seine                                 |                                                   | Clichy                                             | 160 m                     |                           |                                      | N 19 | 1866 1874 1975            |                                          |                                                                       |
| | Viaduc métro de Clichy                             | Asnières-sur-Seine                                 |                                                   | Clichy                                             |                           |                           | RATP                                 | METRO | 1980                      |                                          |                                                                       |
| mehr Bilder | Pont d’Asnières                                    | Asnières-sur-Seine                                 |                                                   | Clichy                                             | 181 m                     |                           |                                      | D 309 | 1825 1872 1908            |                                          |                                                                       |
| mehr Bilder | Eisenbahnbrücke Asnières                           | Asnières-sur-Seine                                 |                                                   | Clichy                                             | 300 m                     |                           | SNCF                                 | Bahnlinie Paris-Saint-Lazare à Versailles-Rive-Droite Bahnlinie Paris-Saint-Lazare à Saint-Germain-en-Laye Paris – Ermont-Eaubonne Paris – Le Havre Paris – Mantes par conflans | 1837 1852 1928            |                                          |                                                                       |
| mehr Bilder | Pont de Levallois                                  | Courbevoie                                         |                                                   | Levallois-Perret                                   |                           |                           |                                      | N 9bis | 1919                      |                                          |                                                                       |
| mehr Bilder | Passerelle piétonne de Levallois                   | Île de la Jatte                                    |                                                   | Levallois-Perret                                   |                           |                           |                                      | |                           |                                          |                                                                       |
| mehr Bilder | Pont de Courbevoie                                 | Courbevoie                                         | Île de la Jatte                                   | Neuilly-sur-Seine                                  | 370 m                     |                           |                                      | D 308 | 1924                      |                                          |                                                                       |
| mehr Bilder | Passerelle piétonne de Neuilly                     | Île de la Jatte                                    |                                                   | Neuilly-sur-Seine                                  |                           |                           |                                      | |                           |                                          |                                                                       |
| mehr Bilder | Pont de Neuilly                                    | La Défense                                         | Île de Puteaux                                    | Neuilly-sur-Seine                                  | 154 m                     |                           | RATP                                 | N 13 METRO | 1992                      |                                          | erste Brücke von 1606                                                 |
| mehr Bilder | Pont de Puteaux                                    | Puteaux                                            | Île de Puteaux                                    | Neuilly-sur-Seine                                  | 350 m                     |                           |                                      | | 1980                      |                                          |                                                                       |
| Hauts-de-Seine / Paris |                                                    |                                                    |                                                   |                                                    |                           |                           |                                      | |                           |                                          |                                                                       |
| mehr Bilder | Pont de Suresnes                                   | Suresnes                                           |                                                   | Paris 16e (Bois de Boulogne)                       | 150 m                     |                           |                                      | D 185 | 1942                      |                                          |                                                                       |
| mehr Bilder | Passerelle de l'Avre                               | Saint-Cloud                                        |                                                   | Paris 16e (Bois de Boulogne)                       |                           |                           |                                      | | 1891                      |                                          |                                                                       |
| Hauts-de-Seine (amont) |                                                    |                                                    |                                                   |                                                    |                           |                           |                                      | |                           |                                          |                                                                       |
| mehr Bilder | Viaduc autoroutier de Saint-Cloud                  | Saint-Cloud                                        |                                                   | Boulogne-Billancourt                               | 1100 m                    |                           |                                      | A13 | 1974                      |                                          |                                                                       |
| mehr Bilder | Pont de Saint-Cloud                                | Saint-Cloud                                        |                                                   | Boulogne-Billancourt                               | 186 m                     |                           |                                      | D 307 | 1940                      |                                          | seit 841 ist eine Brücke beurkundet                                   |
| mehr Bilder | Pont de Sèvres                                     | Sèvres                                             |                                                   | Boulogne-Billancourt                               | 150 m                     |                           |                                      | D 10 | 1963                      |                                          | erste Brücke von 1684                                                 |
| mehr Bilder | Pont Renault                                       | île Seguin                                         |                                                   | Boulogne-Billancourt                               |                           |                           |                                      | | 2009                      |                                          |                                                                       |
| mehr Bilder | Pont Seibert                                       | Meudon                                             |                                                   | île Seguin                                         |                           |                           |                                      | | 1931                      |                                          |                                                                       |
| mehr Bilder | Pont Daydé                                         | île Seguin                                         |                                                   | Boulogne-Billancourt                               |                           |                           |                                      | | 1928                      |                                          |                                                                       |
| mehr Bilder | Pont de Billancourt                                | Issy-les-Moulineaux                                | île Saint-Germain                                 | Boulogne-Billancourt                               |                           |                           |                                      | N 101 |                           |                                          |                                                                       |
| mehr Bilder | Passerelle de l'île Saint-Germain                  | Issy-les-Moulineaux                                |                                                   | île Saint-Germain                                  |                           |                           |                                      | |                           |                                          |                                                                       |
| mehr Bilder | Pont d'Issy                                        | Issy-les-Moulineaux                                | île Saint-Germain                                 | Boulogne-Billancourt                               |                           |                           |                                      | N 50 |                           |                                          |                                                                       |
| Paris |                                                    |                                                    |                                                   |                                                    |                           |                           |                                      | |                           |                                          |                                                                       |
| Siehe auch : Seinebrücken in Paris |                                                    |                                                    |                                                   |                                                    |                           |                           |                                      | |                           |                                          |                                                                       |
| mehr Bilder | Pont Aval                                          | 15. Arrondissement                                 |                                                   | 16. Arrondissement                                 | 312,5 m                   |                           |                                      | Boulevard périphérique | 1968                      |                                          |                                                                       |
| mehr Bilder | Pont du Garigliano                                 | 15. Arrondissement                                 |                                                   | 16. Arrondissement                                 | 209 m                     |                           |                                      | | 1966                      |                                          | erste Brücke von 1863                                                 |
| mehr Bilder | Pont Mirabeau                                      | 15. Arrondissement                                 |                                                   | 16. Arrondissement                                 | 173 m                     |                           |                                      | | 1897                      | PA00086659                               |                                                                       |
| mehr Bilder | Pont de Grenelle                                   | 15. Arrondissement                                 | Île aux Cygnes 15. Arrondissement                 | 16. Arrondissement                                 | 220 m                     |                           |                                      | | 1827 1874 1968            |                                          |                                                                       |
| mehr Bilder | Pont Rouelle                                       | 15. Arrondissement                                 | Île aux Cygnes 15. Arrondissement                 | 16. Arrondissement                                 | 173 m                     |                           |                                      | RER C | 1900                      |                                          |                                                                       |
| mehr Bilder | Pont de Bir-Hakeim                                 | 15. Arrondissement                                 | Île aux Cygnes 15. Arrondissement                 | 16. Arrondissement                                 | 237 m                     |                           |                                      | | 1905                      | PA00086658                               | erste Brücke von 1878                                                 |
| mehr Bilder | Pont d’Iéna                                        | 7. Arrondissement                                  |                                                   | 16. Arrondissement                                 | 155 m                     |                           | Steinbogenbrücke                     | | 1814                      | PA00088800                               |                                                                       |
| mehr Bilder | Passerelle Debilly                                 | 7. Arrondissement                                  |                                                   | 16. Arrondissement                                 | 125 m                     |                           |                                      | | 1900                      | PA00088794                               |                                                                       |
| mehr Bilder | Pont de l’Alma                                     | 7. Arrondissement                                  |                                                   | 16. Arrondissement 8. Arrondissement               | 153 m                     |                           |                                      | | 1974                      |                                          | erste Brücke von 1856                                                 |
| mehr Bilder | Pont des Invalides                                 | 7. Arrondissement                                  |                                                   | 8. Arrondissement                                  | 152 m                     |                           | Steinbogenbrücke                     | | 1856                      |                                          | erste Brücke von 1829                                                 |
| mehr Bilder | Pont Alexandre III                                 | 7. Arrondissement                                  |                                                   | 8. Arrondissement                                  | 152 m                     |                           |                                      | | 1900                      | PA00088798                               |                                                                       |
| mehr Bilder | Pont de la Concorde                                | 7. Arrondissement                                  |                                                   | 8. Arrondissement                                  | 153 m                     |                           | Steinbogenbrücke                     | | 1791                      | PA00088799                               |                                                                       |
| mehr Bilder | Passerelle Léopold-Sédar-Senghor                   | 7. Arrondissement                                  |                                                   | 1. Arrondissement                                  | 106 m                     |                           |                                      | | 1999                      |                                          | erste Brücke von 1869                                                 |
| mehr Bilder | Pont Royal                                         | 7. Arrondissement                                  |                                                   | 1. Arrondissement                                  | 110 m                     |                           | Steinbogenbrücke                     | | 1689                      | PA00086000                               | erste Brücke von 1550                                                 |
| mehr Bilder | Pont du Carrousel                                  | 7. Arrondissement                                  |                                                   | 1. Arrondissement                                  | 168 m                     |                           |                                      | | 1939                      |                                          | erste Brücke von 1834                                                 |
| mehr Bilder | Pont des Arts                                      | 6. Arrondissement                                  |                                                   | 1. Arrondissement                                  | 155 m                     |                           |                                      | | 1984                      | PA00085998                               | erste Brücke von 1804                                                 |
| mehr Bilder | Pont Neuf                                          | 6. Arrondissement                                  | Île de la Cité 1. Arrondissement                  | 1. Arrondissement                                  | 238 m                     |                           | Steinbogenbrücke                     | | 1607                      | PA00085999                               | älteste Brücke von Paris                                              |
| mehr Bilder | Pont Saint-Michel                                  | 6. Arrondissement 5. Arrondissement                |                                                   | Île de la Cité 1. Arrondissement 4. Arrondissement | 62 m                      |                           | Steinbogenbrücke                     | | 1857                      |                                          | erste Brücke von 1378                                                 |
| mehr Bilder | Pont au Change                                     | Île de la Cité 1. Arrondissement 4. Arrondissement | Île de la Cité                                    | 1. Arrondissement 4. Arrondissement                | 103 m                     |                           | Steinbogenbrücke                     | | 1860                      |                                          | erste Brücke aus dem 9. Jh.                                           |
| mehr Bilder | Petit-Pont                                         | 5. Arrondissement                                  | Île de la Cité                                    | Île de la Cité 4. Arrondissement                   | 32 m                      |                           | Steinbogenbrücke                     | | 1853                      |                                          | erste Brücke aus dem 1. Jh.                                           |
| mehr Bilder | Pont Notre-Dame                                    | 4. Arrondissement                                  | Île de la Cité                                    | 4. Arrondissement                                  | 106 m                     |                           | Steinbogenbrücke                     | | 1914                      |                                          | erste Brücke aus gallischer Zeit                                      |
| mehr Bilder | Pont au Double                                     | 5. Arrondissement                                  | Île de la Cité                                    | Île de la Cité 4. Arrondissement                   | 45 m                      |                           |                                      | | 1626                      |                                          |                                                                       |
| mehr Bilder | Pont d’Arcole                                      | Île de la Cité4. Arrondissement                    | Île de la Cité                                    | 4. Arrondissement                                  | 80 m                      |                           |                                      | | 1856                      |                                          | erste Brücke aus 1828                                                 |
| mehr Bilder | Pont de l’Archevêché                               | 5. Arrondissement                                  | Île de la Cité                                    | Île de la Cité 4. Arrondissement                   | 68 m                      |                           |                                      | | 1828                      |                                          |                                                                       |
| mehr Bilder | Pont Saint-Louis                                   | Île de la Cité 4. Arrondissement                   | Île Saint-Louis, Île de la Cité 4. Arrondissement | Île Saint-Louis 4. Arrondissement                  | 67 m                      |                           |                                      | | 1970                      |                                          | erste Brücke von.1634                                                 |
| mehr Bilder | Pont Louis-Philippe                                | Île Saint-Louis 4. Arrondissement                  | Île Saint-Louis 4. Arrondissement                 | 4. Arrondissement                                  | 100 m                     |                           |                                      | | 1862                      |                                          | erste Brücke von 1834                                                 |
| mehr Bilder | Pont de la Tournelle                               | 5. Arrondissement                                  | Île Saint-Louis 4. Arrondissement                 | Île Saint-Louis 4. Arrondissement                  | 122 m                     |                           |                                      | | 1930                      |                                          | Brücke seit dem 12. Jh. beurkundet                                    |
| mehr Bilder | Pont Marie                                         | Île Saint-Louis 4. Arrondissement                  | Île Saint-Louis 4. Arrondissement                 | 4. Arrondissement                                  | 92 m                      |                           |                                      | | 1635                      | PA00086474                               |                                                                       |
| mehr Bilder | Pont de Sully                                      | 5. Arrondissement                                  | Île Saint-Louis 4. Arrondissement                 | 4. Arrondissement                                  | 256 m                     |                           |                                      | | 1877                      |                                          | erste Brücke aus 1638                                                 |
| mehr Bilder | Pont d’Austerlitz                                  | 5. Arrondissement / 13. Arrondissement             |                                                   | 12. Arrondissement                                 | 173,8 m                   |                           |                                      | | 1807                      |                                          |                                                                       |
| mehr Bilder | Viaduc d’Austerlitz                                | 13. Arrondissement                                 |                                                   | 12. Arrondissement                                 | 140 m                     |                           |                                      | | 1904                      |                                          |                                                                       |
| mehr Bilder | Pont Charles-de-Gaulle                             | 13. Arrondissement                                 |                                                   | 12. Arrondissement                                 | 208 m                     |                           |                                      | | 1998                      |                                          |                                                                       |
| mehr Bilder | Pont de Bercy                                      | 13. Arrondissement                                 |                                                   | 12. Arrondissement                                 | 175 m                     |                           |                                      | | 1991                      |                                          | erste Brücke aus 1864                                                 |
| mehr Bilder | Passerelle Simone-de-Beauvoir                      | 13. Arrondissement                                 |                                                   | 12. Arrondissement                                 | 304 m                     |                           |                                      | | 2006                      |                                          |                                                                       |
| mehr Bilder | Pont de Tolbiac                                    | 13. Arrondissement                                 |                                                   | 12. Arrondissement                                 | 168 m                     |                           |                                      | | 1882                      |                                          |                                                                       |
| mehr Bilder | Pont National                                      | 13. Arrondissement                                 |                                                   | 12. Arrondissement                                 | 188,5 m                   |                           |                                      | Bahnlinie La Râpée à Batignolles (petite ceinture de Paris) | 1853                      |                                          |                                                                       |
| mehr Bilder | Pont Amont                                         | 13. Arrondissement                                 |                                                   | 12. Arrondissement                                 | 270 m                     |                           |                                      | boulevard périphérique Sud | 1969                      |                                          |                                                                       |
| Val-de-Marne |                                                    |                                                    |                                                   |                                                    |                           |                           |                                      | |                           |                                          |                                                                       |
| mehr Bilder | Pont Nelson Mandela aval                           | Ivry-sur-Seine                                     |                                                   | Charenton-le-Pont                                  |                           |                           |                                      | N 50b |                           |                                          | ehemalige pont de Conflans                                            |
| | Pont Nelson Mandela amont                          | Ivry-sur-Seine                                     |                                                   | Charenton-le-Pont                                  |                           |                           |                                      | N 50 |                           |                                          | ehemalige pont de Conflans                                            |
| mehr Bilder | Industriebrücke Ivry–Charenton                     | Ivry-sur-Seine                                     |                                                   | Charenton-le-Pont                                  | 214 m                     |                           |                                      | | 1929                      |                                          | E-Kabel                                                               |
| mehr Bilder | Pont d'Ivry                                        | Ivry-sur-Seine                                     |                                                   | Alfortville                                        |                           |                           |                                      | N 19 | 1957                      |                                          |                                                                       |
| mehr Bilder | Passerelle de l'écluse de Port-à-l'Anglais         | Ivry-sur-Seine                                     |                                                   | Alfortville                                        |                           |                           |                                      | |                           |                                          |                                                                       |
| mehr Bilder | Pont du Port-à-l’Anglais                           | Vitry-sur-Seine                                    |                                                   | Alfortville                                        | 230 m                     |                           | Hängebrücke                          | N 148 | 1927                      |                                          |                                                                       |
| Bild gesucht Die Wikipedia wünscht sich an dieser Stelle ein Bild vom hier behandelten Ort. Weitere Infos zum Motiv findest du vielleicht auf der Diskussionsseite . Falls du dabei helfen möchtest, erklärt die Anleitung , wie das geht. BW | Passerelle GDF de Vitry                            | Vitry-sur-Seine                                    |                                                   | Alfortville                                        |                           |                           |                                      | |                           |                                          |                                                                       |
| | Viaduc de la darse d'Alfortville                   | Thiais                                             |                                                   | Choisy-le-Roi                                      |                           |                           |                                      | A86 |                           |                                          |                                                                       |
| mehr Bilder | Pont de Choisy                                     | Choisy-le-Roi                                      |                                                   | Choisy-le-Roi                                      |                           |                           |                                      | N 186 | 1965                      |                                          |                                                                       |
| | Pont ferroviaire de Choisy-le-Roi                  | Choisy-le-Roi                                      |                                                   | Choisy-le-Roi                                      |                           |                           |                                      | Bahnlinie la grande ceinture de Paris |                           |                                          |                                                                       |
| mehr Bilder | Pont de Villeneuve-le-Roi                          | Villeneuve-le-Roi                                  |                                                   | Villeneuve-Saint-Georges                           |                           |                           |                                      | N 32 | 1950                      |                                          | urspr. 1843                                                           |
| Val-de-Marne / Essonne |                                                    |                                                    |                                                   |                                                    |                           |                           |                                      | |                           |                                          |                                                                       |
| | Passerelle de l'écluse d'Ablon-Vigneux             | Ablon-sur-Seine                                    |                                                   | Vigneux-sur-Seine                                  |                           |                           |                                      | |                           |                                          |                                                                       |
| Essonne |                                                    |                                                    |                                                   |                                                    |                           |                           |                                      | |                           |                                          |                                                                       |
| mehr Bilder | Pont d'Athis-Mons                                  | Athis-Mons                                         |                                                   | Vigneux-sur-Seine                                  |                           |                           | RFF                                  | Bahnlinie Villeneuve-Saint-Georges à Montargis |                           |                                          |                                                                       |
| mehr Bilder | Pont de la Première-Armée-Française                | Juvisy-sur-Orge                                    |                                                   | Draveil                                            |                           |                           |                                      | N 931 |                           |                                          |                                                                       |
| mehr Bilder | Pont de Champrosay                                 | Ris-Orangis                                        |                                                   | Draveil                                            |                           |                           |                                      | |                           |                                          |                                                                       |
| mehr Bilder | Passerelle de l'écluse d'Évry                      | Soisy-sur-Seine                                    |                                                   | Évry                                               |                           |                           |                                      | |                           |                                          |                                                                       |
| Bild gesucht Die Wikipedia wünscht sich an dieser Stelle ein Bild vom hier behandelten Ort. Weitere Infos zum Motiv findest du vielleicht auf der Diskussionsseite . Falls du dabei helfen möchtest, erklärt die Anleitung , wie das geht. BW | Pont d'Évry                                        | Évry                                               |                                                   | Étiolles                                           |                           |                           |                                      | N 96 |                           |                                          |                                                                       |
| Bild gesucht Die Wikipedia wünscht sich an dieser Stelle ein Bild vom hier behandelten Ort. Weitere Infos zum Motiv findest du vielleicht auf der Diskussionsseite . Falls du dabei helfen möchtest, erklärt die Anleitung , wie das geht. BW | Pont autoroutier de Corbeil-Essonnes               | Corbeil-Essonnes                                   |                                                   | Corbeil-Essonnes                                   |                           |                           |                                      | A104 |                           |                                          |                                                                       |
| mehr Bilder | Pont de l'Armée-Patton                             | Corbeil-Essonnes                                   |                                                   | Corbeil-Essonnes                                   |                           |                           |                                      | N 446 | 1954                      |                                          | erste Brücke aus dem 10. Jh.                                          |
| Seine-et-Marne |                                                    |                                                    |                                                   |                                                    |                           |                           |                                      | |                           |                                          |                                                                       |
| mehr Bilder | Pont du Maréchal-Juin                              | Saint-Fargeau-Ponthierry                           |                                                   | Seine-Port                                         |                           |                           |                                      | N 50 |                           |                                          |                                                                       |
| mehr Bilder | Pont du Mée                                        | Dammarie-les-Lys                                   |                                                   | Le Mée-sur-Seine                                   |                           |                           | RFF                                  | Bahnlinie Paris-Lyon à Marseille-Saint-Charles |                           |                                          |                                                                       |
| mehr Bilder | Pont de la pénétrante                              | Melun                                              | île Saint-Étienne                                 | Melun                                              |                           |                           |                                      | N 6 |                           |                                          |                                                                       |
| mehr Bilder | Pont Jeanne d'Arc                                  | île Saint-Étienne                                  |                                                   | Melun                                              |                           |                           |                                      | | 1950                      |                                          | erste Brück seit gallischer Zeit beurkundet                           |
| mehr Bilder | Pont Maréchal de Lattre de Tassigny                | Melun                                              |                                                   | île Saint-Étienne                                  |                           |                           |                                      | |                           |                                          |                                                                       |
| mehr Bilder | Pont du Général Leclerc                            | île Saint-Étienne                                  |                                                   | Melun                                              |                           |                           |                                      | |                           |                                          |                                                                       |
| mehr Bilder | Pont Notre-Dame                                    | île Saint-Étienne                                  |                                                   | Melun                                              |                           |                           |                                      | |                           |                                          |                                                                       |
| Pont du Pet au Diable | Pont du Pet au Diable                              | La Rochette                                        |                                                   | Vaux-le-Pénil                                      |                           |                           | RFF                                  | Bahnlinie Corbeil-Essonnes à Montereau |                           |                                          |                                                                       |
| mehr Bilder | Pont de Chartrettes                                | Bois-le-Roi                                        |                                                   | Chartrettes                                        |                           |                           |                                      | N 115 |                           |                                          |                                                                       |
| Bild gesucht Die Wikipedia wünscht sich an dieser Stelle ein Bild vom hier behandelten Ort. Weitere Infos zum Motiv findest du vielleicht auf der Diskussionsseite . Falls du dabei helfen möchtest, erklärt die Anleitung , wie das geht. BW | Pont de Fontaine-le-Port                           | Samois-sur-Seine                                   |                                                   | Fontaine-le-Port                                   |                           |                           |                                      | N 116 |                           |                                          |                                                                       |
| mehr Bilder | Pont de Valvins                                    | Samois-sur-Seine                                   |                                                   | Vulaines-sur-Seine                                 |                           |                           |                                      | N 210 |                           |                                          |                                                                       |
| Bild gesucht Die Wikipedia wünscht sich an dieser Stelle ein Bild vom hier behandelten Ort. Weitere Infos zum Motiv findest du vielleicht auf der Diskussionsseite . Falls du dabei helfen möchtest, erklärt die Anleitung , wie das geht. BW | Pont de Champagne                                  | Thomery                                            |                                                   | Champagne-sur-Seine                                |                           |                           |                                      | N 301 |                           |                                          |                                                                       |
| mehr Bilder | Passerelle de l'écluse de Champagne                | Thomery                                            |                                                   | Champagne-sur-Seine                                |                           |                           |                                      | |                           |                                          |                                                                       |
| Bild gesucht Die Wikipedia wünscht sich an dieser Stelle ein Bild vom hier behandelten Ort. Weitere Infos zum Motiv findest du vielleicht auf der Diskussionsseite . Falls du dabei helfen möchtest, erklärt die Anleitung , wie das geht. BW | Pont-aqueduc de Champagne                          | Veneux-les-Sablons                                 |                                                   | Champagne-sur-Seine                                |                           |                           |                                      | |                           |                                          |                                                                       |
| | Passerelle de l'aqueduc de la Voulzie              | Veneux-les-Sablons                                 |                                                   | Champagne-sur-Seine                                |                           |                           |                                      | |                           |                                          |                                                                       |
| mehr Bilder | Pont de Saint-Mammès                               | Saint-Mammès                                       |                                                   | Champagne-sur-Seine                                |                           |                           |                                      | N 40 |                           |                                          |                                                                       |
| Bild gesucht Die Wikipedia wünscht sich an dieser Stelle ein Bild vom hier behandelten Ort. Weitere Infos zum Motiv findest du vielleicht auf der Diskussionsseite . Falls du dabei helfen möchtest, erklärt die Anleitung , wie das geht. BW | Pont de Varennes                                   | Varennes-sur-Seine                                 |                                                   | La Grande-Paroisse                                 |                           |                           | RFF                                  | Bahnlinie Corbeil-Essonnes à Montereau |                           |                                          |                                                                       |
| | Pont de Seine                                      | Montereau-Fault-Yonne                              |                                                   | Montereau-Fault-Yonne                              |                           |                           |                                      | |                           |                                          |                                                                       |
| mehr Bilder | Pont Saint-Martin de Montereau                     | Montereau-Fault-Yonne                              |                                                   | Montereau-Fault-Yonne                              |                           |                           |                                      | N 403 E Seine-et-Marne |                           |                                          |                                                                       |
| mehr Bilder | Viaduc ferroviaire de Montereau                    | Montereau-Fault-Yonne                              |                                                   | Montereau-Fault-Yonne                              |                           |                           |                                      | Bahnlinie Combs-la-Ville à Saint-Louis (LGV) |                           |                                          |                                                                       |
| | Viaduc autoroutier de Montereau                    | Montereau-Fault-Yonne                              |                                                   | Montereau-Fault-Yonne                              |                           |                           |                                      | A5 |                           |                                          |                                                                       |
| | Pont ferroviaire de Marolles-sur-Seine             | Marolles-sur-Seine                                 |                                                   | Marolles-sur-Seine                                 |                           |                           |                                      | Bahnlinie Flamboin - Gouaix à Montereau |                           |                                          |                                                                       |
| | Pont de Marolles-sur-Seine                         | Marolles-sur-Seine                                 |                                                   | Marolles-sur-Seine                                 |                           |                           |                                      | N 29 |                           |                                          |                                                                       |
| mehr Bilder | Pont de La Tombe                                   | La Tombe                                           |                                                   | La Tombe                                           |                           |                           |                                      | N 75 |                           |                                          |                                                                       |
| Bild gesucht Die Wikipedia wünscht sich an dieser Stelle ein Bild vom hier behandelten Ort. Weitere Infos zum Motiv findest du vielleicht auf der Diskussionsseite . Falls du dabei helfen möchtest, erklärt die Anleitung , wie das geht. BW | Pont de Balloy                                     | Balloy                                             |                                                   | Balloy                                             |                           |                           |                                      | N 77 |                           |                                          |                                                                       |
| | Barrage éclusé de la Grande-Bosse                  | Vimpelles                                          |                                                   | Vimpelles                                          |                           |                           |                                      | |                           |                                          |                                                                       |
| Image manquante | Pont de Bray-sur-Seine                             | Bray-sur-Seine                                     |                                                   | Mouy-sur-Seine                                     |                           |                           |                                      | |                           |                                          |                                                                       |
| | Passerelle du barrage éclusé de Jaulnes            | Jaulnes                                            |                                                   | Jaulnes                                            |                           |                           |                                      | |                           |                                          |                                                                       |
| Bild gesucht Die Wikipedia wünscht sich an dieser Stelle ein Bild vom hier behandelten Ort. Weitere Infos zum Motiv findest du vielleicht auf der Diskussionsseite . Falls du dabei helfen möchtest, erklärt die Anleitung , wie das geht. BW | Pont de Noyen                                      | Noyen-sur-Seine                                    |                                                   | Noyen-sur-Seine                                    |                           |                           |                                      | N 78 |                           |                                          |                                                                       |
| Bild gesucht Die Wikipedia wünscht sich an dieser Stelle ein Bild vom hier behandelten Ort. Weitere Infos zum Motiv findest du vielleicht auf der Diskussionsseite . Falls du dabei helfen möchtest, erklärt die Anleitung , wie das geht. BW | Pont de Villiers-sur-Seine                         | Villiers-sur-Seine                                 |                                                   | Villiers-sur-Seine                                 |                           |                           |                                      | N 49a |                           |                                          |                                                                       |
| Aube (aval) |                                                    |                                                    |                                                   |                                                    |                           |                           |                                      | |                           |                                          |                                                                       |
| Bild gesucht Die Wikipedia wünscht sich an dieser Stelle ein Bild vom hier behandelten Ort. Weitere Infos zum Motiv findest du vielleicht auf der Diskussionsseite . Falls du dabei helfen möchtest, erklärt die Anleitung , wie das geht. BW | Pont de Courceroy                                  | Courceroy                                          |                                                   | Courceroy                                          |                           |                           |                                      | N 168 |                           |                                          |                                                                       |
| | Pont de Nogent-sur-Seine                           | Nogent-sur-Seine                                   |                                                   | Nogent-sur-Seine                                   |                           |                           |                                      | D 19 |                           |                                          |                                                                       |
| | Pont Saint-Edme                                    | île des Écluses                                    |                                                   | Nogent-sur-Seine                                   |                           |                           |                                      | D 19 | 1958                      |                                          |                                                                       |
| | Pont Saint-Nicolas                                 | Nogent-sur-Seine                                   |                                                   | île des Écluses                                    |                           |                           |                                      | D 19 | 1834                      | PA10000003                               |                                                                       |
| mehr Bilder | Passerelle de l'Île Olive                          | île des Écluses                                    |                                                   | Île Olive                                          |                           |                           |                                      | |                           |                                          |                                                                       |
| | Pont de Bernières                                  | Nogent-sur-Seine                                   |                                                   | Nogent-sur-Seine                                   |                           |                           |                                      | Bahnlinie Paris-Est à Mulhouse-Ville |                           |                                          |                                                                       |
| Bild gesucht Die Wikipedia wünscht sich an dieser Stelle ein Bild vom hier behandelten Ort. Weitere Infos zum Motiv findest du vielleicht auf der Diskussionsseite . Falls du dabei helfen möchtest, erklärt die Anleitung , wie das geht. BW | Pont de Marnay-sur-Seine                           | Marnay-sur-Seine                                   |                                                   | Marnay-sur-Seine                                   |                           |                           |                                      | N 68 |                           |                                          |                                                                       |
| Bild gesucht Die Wikipedia wünscht sich an dieser Stelle ein Bild vom hier behandelten Ort. Weitere Infos zum Motiv findest du vielleicht auf der Diskussionsseite . Falls du dabei helfen möchtest, erklärt die Anleitung , wie das geht. BW | Pont de Pont-sur-Seine                             | Pont-sur-Seine                                     |                                                   | Pont-sur-Seine                                     |                           |                           |                                      | N 52 |                           |                                          |                                                                       |
| Marne |                                                    |                                                    |                                                   |                                                    |                           |                           |                                      | |                           |                                          |                                                                       |
| Bild gesucht Die Wikipedia wünscht sich an dieser Stelle ein Bild vom hier behandelten Ort. Weitere Infos zum Motiv findest du vielleicht auf der Diskussionsseite . Falls du dabei helfen möchtest, erklärt die Anleitung , wie das geht. BW | Pont de Conflans-sur-Seine                         | Conflans-sur-Seine                                 |                                                   | Conflans-sur-Seine                                 |                           |                           |                                      | N 48 |                           |                                          |                                                                       |
| | Pont de Marcilly-sur-Seine                         | Marcilly-sur-Seine                                 |                                                   | Marcilly-sur-Seine                                 |                           |                           |                                      | N 50 |                           |                                          |                                                                       |
| | Pont de Marcilly                                   | Marcilly-sur-Seine                                 |                                                   | Marcilly-sur-Seine                                 |                           |                           |                                      | chemin de halage |                           |                                          |                                                                       |
| Aube (amont) |                                                    |                                                    |                                                   |                                                    |                           |                           |                                      | |                           |                                          |                                                                       |
| Bild gesucht Die Wikipedia wünscht sich an dieser Stelle ein Bild vom hier behandelten Ort. Weitere Infos zum Motiv findest du vielleicht auf der Diskussionsseite . Falls du dabei helfen möchtest, erklärt die Anleitung , wie das geht. BW | Pont de Romilly-sur-Seine                          | Romilly-sur-Seine                                  |                                                   | Romilly-sur-Seine                                  |                           |                           |                                      | D 440 |                           |                                          |                                                                       |
| Bild gesucht Die Wikipedia wünscht sich an dieser Stelle ein Bild vom hier behandelten Ort. Weitere Infos zum Motiv findest du vielleicht auf der Diskussionsseite . Falls du dabei helfen möchtest, erklärt die Anleitung , wie das geht. BW | Pont de Maizières                                  | Maizières-la-Grande-Paroisse                       |                                                   | Maizières-la-Grande-Paroisse                       |                           |                           |                                      | N 116 |                           |                                          |                                                                       |
| Bild gesucht Die Wikipedia wünscht sich an dieser Stelle ein Bild vom hier behandelten Ort. Weitere Infos zum Motiv findest du vielleicht auf der Diskussionsseite . Falls du dabei helfen möchtest, erklärt die Anleitung , wie das geht. BW | Pont de Saint-Oulph                                | Saint-Oulph                                        |                                                   | Saint-Oulph                                        |                           |                           |                                      | N 178 |                           |                                          |                                                                       |
| Bild gesucht Die Wikipedia wünscht sich an dieser Stelle ein Bild vom hier behandelten Ort. Weitere Infos zum Motiv findest du vielleicht auf der Diskussionsseite . Falls du dabei helfen möchtest, erklärt die Anleitung , wie das geht. BW | Pont de Méry-sur-Seine                             | Méry-sur-Seine                                     |                                                   | Méry-sur-Seine                                     |                           |                           |                                      | D 373 E Aube |                           |                                          |                                                                       |
| Bild gesucht Die Wikipedia wünscht sich an dieser Stelle ein Bild vom hier behandelten Ort. Weitere Infos zum Motiv findest du vielleicht auf der Diskussionsseite . Falls du dabei helfen möchtest, erklärt die Anleitung , wie das geht. BW | Pont de Vallant-Saint-Georges                      | Vallant-Saint-Georges                              |                                                   | Vallant-Saint-Georges                              |                           |                           |                                      | N 14 |                           |                                          |                                                                       |
| Bild gesucht Die Wikipedia wünscht sich an dieser Stelle ein Bild vom hier behandelten Ort. Weitere Infos zum Motiv findest du vielleicht auf der Diskussionsseite . Falls du dabei helfen möchtest, erklärt die Anleitung , wie das geht. BW | Pont de Saint-Mesmin                               | Saint-Mesmin                                       |                                                   | Saint-Mesmin                                       |                           |                           |                                      | Route de la Sablière |                           |                                          |                                                                       |
| Bild gesucht Die Wikipedia wünscht sich an dieser Stelle ein Bild vom hier behandelten Ort. Weitere Infos zum Motiv findest du vielleicht auf der Diskussionsseite . Falls du dabei helfen möchtest, erklärt die Anleitung , wie das geht. BW | Pont de Saint-Mesmin (D31)                         | Saint-Mesmin                                       |                                                   | Saint-Mesmin                                       |                           |                           |                                      | N 31 |                           |                                          |                                                                       |
| Bild gesucht Die Wikipedia wünscht sich an dieser Stelle ein Bild vom hier behandelten Ort. Weitere Infos zum Motiv findest du vielleicht auf der Diskussionsseite . Falls du dabei helfen möchtest, erklärt die Anleitung , wie das geht. BW | Pont de Port Arthur                                | Savières                                           |                                                   | Savières                                           |                           |                           |                                      | Rue de Port Arthur |                           |                                          |                                                                       |
| Bild gesucht Die Wikipedia wünscht sich an dieser Stelle ein Bild vom hier behandelten Ort. Weitere Infos zum Motiv findest du vielleicht auf der Diskussionsseite . Falls du dabei helfen möchtest, erklärt die Anleitung , wie das geht. BW | Pont de Savières                                   | Savières                                           |                                                   | Savières                                           |                           |                           |                                      | N 159 |                           |                                          |                                                                       |
| Bild gesucht Die Wikipedia wünscht sich an dieser Stelle ein Bild vom hier behandelten Ort. Weitere Infos zum Motiv findest du vielleicht auf der Diskussionsseite . Falls du dabei helfen möchtest, erklärt die Anleitung , wie das geht. BW | Pont de Villacerf                                  | Villacerf                                          |                                                   | Villacerf                                          |                           |                           |                                      | N 165 |                           |                                          |                                                                       |
| Bild gesucht Die Wikipedia wünscht sich an dieser Stelle ein Bild vom hier behandelten Ort. Weitere Infos zum Motiv findest du vielleicht auf der Diskussionsseite . Falls du dabei helfen möchtest, erklärt die Anleitung , wie das geht. BW | Pont de Payns                                      | Payns                                              |                                                   | Payns                                              |                           |                           |                                      | |                           |                                          |                                                                       |
| Bild gesucht Die Wikipedia wünscht sich an dieser Stelle ein Bild vom hier behandelten Ort. Weitere Infos zum Motiv findest du vielleicht auf der Diskussionsseite . Falls du dabei helfen möchtest, erklärt die Anleitung , wie das geht. BW | Pont de Saint-Lyé                                  | Saint-Lyé                                          |                                                   | Saint-Lyé                                          |                           |                           |                                      | N 15 |                           |                                          |                                                                       |
| Bild gesucht Die Wikipedia wünscht sich an dieser Stelle ein Bild vom hier behandelten Ort. Weitere Infos zum Motiv findest du vielleicht auf der Diskussionsseite . Falls du dabei helfen möchtest, erklärt die Anleitung , wie das geht. BW | Pont de Saint-Lyé Cornet                           | Saint-Lyé                                          |                                                   | Saint-Lyé                                          |                           |                           |                                      | Rue des Jardins aux Cornet |                           |                                          |                                                                       |
| Bild gesucht Die Wikipedia wünscht sich an dieser Stelle ein Bild vom hier behandelten Ort. Weitere Infos zum Motiv findest du vielleicht auf der Diskussionsseite . Falls du dabei helfen möchtest, erklärt die Anleitung , wie das geht. BW | Pont de Barberey-Saint-Sulpice                     | Barberey-Saint-Sulpice                             |                                                   | Barberey-Saint-Sulpice                             |                           |                           |                                      | N 91 |                           |                                          |                                                                       |
| | Pont-canal de Barberey-Saint-Sulpice               | Barberey-Saint-Sulpice                             |                                                   | Barberey-Saint-Sulpice                             |                           |                           |                                      | Voie verte du canal de la Haute-Seine | 1846                      |                                          |                                                                       |
| Bild gesucht Die Wikipedia wünscht sich an dieser Stelle ein Bild vom hier behandelten Ort. Weitere Infos zum Motiv findest du vielleicht auf der Diskussionsseite . Falls du dabei helfen möchtest, erklärt die Anleitung , wie das geht. BW | Pont de la Planche Quénat                          | La Chapelle-Saint-Luc                              |                                                   | Sainte-Maure                                       |                           |                           |                                      | N 168 |                           |                                          |                                                                       |
| Bild gesucht Die Wikipedia wünscht sich an dieser Stelle ein Bild vom hier behandelten Ort. Weitere Infos zum Motiv findest du vielleicht auf der Diskussionsseite . Falls du dabei helfen möchtest, erklärt die Anleitung , wie das geht. BW | Pont de La Chapelle-Saint-Luc rocade Est           | La Chapelle-Saint-Luc                              |                                                   | Lavau                                              |                           |                           |                                      | N 610 |                           |                                          |                                                                       |
| Bild gesucht Die Wikipedia wünscht sich an dieser Stelle ein Bild vom hier behandelten Ort. Weitere Infos zum Motiv findest du vielleicht auf der Diskussionsseite . Falls du dabei helfen möchtest, erklärt die Anleitung , wie das geht. BW | Viaduc ferroviaire de Troyes                       | Troyes                                             |                                                   | Troyes                                             |                           |                           |                                      | Ligne Orléans - Châlons-sur-Marne |                           |                                          |                                                                       |
| Bild gesucht Die Wikipedia wünscht sich an dieser Stelle ein Bild vom hier behandelten Ort. Weitere Infos zum Motiv findest du vielleicht auf der Diskussionsseite . Falls du dabei helfen möchtest, erklärt die Anleitung , wie das geht. BW | Pont de Troyes                                     | Troyes                                             |                                                   | Troyes                                             |                           |                           |                                      | rue François Serqueil |                           |                                          |                                                                       |
| Bild gesucht Die Wikipedia wünscht sich an dieser Stelle ein Bild vom hier behandelten Ort. Weitere Infos zum Motiv findest du vielleicht auf der Diskussionsseite . Falls du dabei helfen möchtest, erklärt die Anleitung , wie das geht. BW | Pont du cours Jacquin (Troyes)                     | Troyes                                             |                                                   | Troyes                                             |                           |                           |                                      | Cours Jacquin |                           |                                          |                                                                       |
| Bild gesucht Die Wikipedia wünscht sich an dieser Stelle ein Bild vom hier behandelten Ort. Weitere Infos zum Motiv findest du vielleicht auf der Diskussionsseite . Falls du dabei helfen möchtest, erklärt die Anleitung , wie das geht. BW | Pont de Troyes                                     | Troyes                                             |                                                   | Troyes                                             |                           |                           |                                      | Rue Simart |                           |                                          |                                                                       |
| Bild gesucht Die Wikipedia wünscht sich an dieser Stelle ein Bild vom hier behandelten Ort. Weitere Infos zum Motiv findest du vielleicht auf der Diskussionsseite . Falls du dabei helfen möchtest, erklärt die Anleitung , wie das geht. BW | Pont de Troyes                                     | Troyes                                             |                                                   | Troyes                                             |                           |                           |                                      | Rue Célestin-Philbois |                           |                                          |                                                                       |
| Bild gesucht Die Wikipedia wünscht sich an dieser Stelle ein Bild vom hier behandelten Ort. Weitere Infos zum Motiv findest du vielleicht auf der Diskussionsseite . Falls du dabei helfen möchtest, erklärt die Anleitung , wie das geht. BW | Pont de Troyes                                     | Troyes                                             |                                                   | Troyes                                             |                           |                           |                                      | Rue Kléber |                           |                                          |                                                                       |
| Bild gesucht Die Wikipedia wünscht sich an dieser Stelle ein Bild vom hier behandelten Ort. Weitere Infos zum Motiv findest du vielleicht auf der Diskussionsseite . Falls du dabei helfen möchtest, erklärt die Anleitung , wie das geht. BW | Pont de Troyes                                     | Troyes                                             |                                                   | Troyes                                             |                           |                           |                                      | Rue Michelet |                           |                                          |                                                                       |
| Bild gesucht Die Wikipedia wünscht sich an dieser Stelle ein Bild vom hier behandelten Ort. Weitere Infos zum Motiv findest du vielleicht auf der Diskussionsseite . Falls du dabei helfen möchtest, erklärt die Anleitung , wie das geht. BW | Pont de Troyes                                     | Troyes                                             |                                                   | Troyes                                             |                           |                           |                                      | Rue du Voyer |                           |                                          |                                                                       |
| Bild gesucht Die Wikipedia wünscht sich an dieser Stelle ein Bild vom hier behandelten Ort. Weitere Infos zum Motiv findest du vielleicht auf der Diskussionsseite . Falls du dabei helfen möchtest, erklärt die Anleitung , wie das geht. BW | Pont de Troyes                                     | Troyes                                             |                                                   | Troyes                                             |                           |                           |                                      | Rue Marguerite-Bourgeoys |                           |                                          |                                                                       |
| Bild gesucht Die Wikipedia wünscht sich an dieser Stelle ein Bild vom hier behandelten Ort. Weitere Infos zum Motiv findest du vielleicht auf der Diskussionsseite . Falls du dabei helfen möchtest, erklärt die Anleitung , wie das geht. BW | Pont de Troyes                                     | Troyes                                             |                                                   | Troyes                                             |                           |                           |                                      | Mail des Charmilles |                           |                                          |                                                                       |
| Bild gesucht Die Wikipedia wünscht sich an dieser Stelle ein Bild vom hier behandelten Ort. Weitere Infos zum Motiv findest du vielleicht auf der Diskussionsseite . Falls du dabei helfen möchtest, erklärt die Anleitung , wie das geht. BW | Pont de Troyes                                     | Troyes                                             |                                                   | Troyes                                             |                           |                           |                                      | Chaussée du Vouldy |                           |                                          |                                                                       |
| Bild gesucht Die Wikipedia wünscht sich an dieser Stelle ein Bild vom hier behandelten Ort. Weitere Infos zum Motiv findest du vielleicht auf der Diskussionsseite . Falls du dabei helfen möchtest, erklärt die Anleitung , wie das geht. BW | Pont de Troyes                                     | Troyes                                             |                                                   | Troyes                                             |                           |                           |                                      | Boulevard Georges-Pompidou |                           |                                          | Doppelbrücke                                                          |
| Bild gesucht Die Wikipedia wünscht sich an dieser Stelle ein Bild vom hier behandelten Ort. Weitere Infos zum Motiv findest du vielleicht auf der Diskussionsseite . Falls du dabei helfen möchtest, erklärt die Anleitung , wie das geht. BW | Pont de Troyes                                     | Troyes                                             |                                                   | Troyes                                             |                           |                           |                                      | Rue des Ponts |                           |                                          |                                                                       |
| Bild gesucht Die Wikipedia wünscht sich an dieser Stelle ein Bild vom hier behandelten Ort. Weitere Infos zum Motiv findest du vielleicht auf der Diskussionsseite . Falls du dabei helfen möchtest, erklärt die Anleitung , wie das geht. BW | Pont de Troyes                                     | Troyes                                             |                                                   | Troyes                                             |                           |                           |                                      | Rue de la Providence |                           |                                          |                                                                       |
| Bild gesucht Die Wikipedia wünscht sich an dieser Stelle ein Bild vom hier behandelten Ort. Weitere Infos zum Motiv findest du vielleicht auf der Diskussionsseite . Falls du dabei helfen möchtest, erklärt die Anleitung , wie das geht. BW | Pont de l'Hôtel de ville                           | Saint-Julien-les-Villas                            |                                                   | Saint-Julien-les-Villas                            |                           |                           |                                      | N 93 A, rue de l'Hôtel de ville |                           |                                          |                                                                       |
| Bild gesucht Die Wikipedia wünscht sich an dieser Stelle ein Bild vom hier behandelten Ort. Weitere Infos zum Motiv findest du vielleicht auf der Diskussionsseite . Falls du dabei helfen möchtest, erklärt die Anleitung , wie das geht. BW | Pont de l'avenue de la Gare                        | Saint-Julien-les-Villas                            |                                                   | Saint-Julien-les-Villas                            |                           |                           |                                      | N 21, rue Aristide-Briand avenue de la Gare |                           |                                          |                                                                       |
| Bild gesucht Die Wikipedia wünscht sich an dieser Stelle ein Bild vom hier behandelten Ort. Weitere Infos zum Motiv findest du vielleicht auf der Diskussionsseite . Falls du dabei helfen möchtest, erklärt die Anleitung , wie das geht. BW | Viaduc ferroviaire de Saint-Julien-les-Villas      | Saint-Julien-les-Villas                            |                                                   | Saint-Julien-les-Villas                            |                           |                           |                                      | Gleis stillgelegt |                           |                                          |                                                                       |
| Bild gesucht Die Wikipedia wünscht sich an dieser Stelle ein Bild vom hier behandelten Ort. Weitere Infos zum Motiv findest du vielleicht auf der Diskussionsseite . Falls du dabei helfen möchtest, erklärt die Anleitung , wie das geht. BW | Viaduc ferroviaire de Bréviandes                   | Saint-Julien-les-Villas                            |                                                   | Bréviandes                                         |                           |                           |                                      | Bahnlinie Paris-Est à Mulhouse-Ville |                           |                                          |                                                                       |
| Bild gesucht Die Wikipedia wünscht sich an dieser Stelle ein Bild vom hier behandelten Ort. Weitere Infos zum Motiv findest du vielleicht auf der Diskussionsseite . Falls du dabei helfen möchtest, erklärt die Anleitung , wie das geht. BW | Pont de Bréviandes                                 | Bréviandes                                         |                                                   | Bréviandes                                         |                           |                           |                                      | |                           |                                          |                                                                       |
| Bild gesucht Die Wikipedia wünscht sich an dieser Stelle ein Bild vom hier behandelten Ort. Weitere Infos zum Motiv findest du vielleicht auf der Diskussionsseite . Falls du dabei helfen möchtest, erklärt die Anleitung , wie das geht. BW | Pont de Bréviandes (D 610)                         | Bréviandes                                         |                                                   | Bréviandes                                         |                           |                           |                                      | N 610 |                           |                                          |                                                                       |
| Bild gesucht Die Wikipedia wünscht sich an dieser Stelle ein Bild vom hier behandelten Ort. Weitere Infos zum Motiv findest du vielleicht auf der Diskussionsseite . Falls du dabei helfen möchtest, erklärt die Anleitung , wie das geht. BW | Pont de Buchères                                   | Buchères                                           |                                                   | Buchères                                           |                           |                           |                                      | |                           |                                          |                                                                       |
| Bild gesucht Die Wikipedia wünscht sich an dieser Stelle ein Bild vom hier behandelten Ort. Weitere Infos zum Motiv findest du vielleicht auf der Diskussionsseite . Falls du dabei helfen möchtest, erklärt die Anleitung , wie das geht. BW | Pont de Buchères sud                               | Buchères                                           |                                                   | Buchères                                           |                           |                           |                                      | |                           |                                          |                                                                       |
| Bild gesucht Die Wikipedia wünscht sich an dieser Stelle ein Bild vom hier behandelten Ort. Weitere Infos zum Motiv findest du vielleicht auf der Diskussionsseite . Falls du dabei helfen möchtest, erklärt die Anleitung , wie das geht. BW | Pont de Verrières                                  | Verrières                                          |                                                   | Verrières                                          |                           |                           |                                      | N 123 |                           |                                          |                                                                       |
| Bild gesucht Die Wikipedia wünscht sich an dieser Stelle ein Bild vom hier behandelten Ort. Weitere Infos zum Motiv findest du vielleicht auf der Diskussionsseite . Falls du dabei helfen möchtest, erklärt die Anleitung , wie das geht. BW | Pont de Saint-Thibault                             | Saint-Thibault                                     |                                                   | Saint-Thibault                                     |                           |                           |                                      | A5 |                           |                                          |                                                                       |
| Bild gesucht Die Wikipedia wünscht sich an dieser Stelle ein Bild vom hier behandelten Ort. Weitere Infos zum Motiv findest du vielleicht auf der Diskussionsseite . Falls du dabei helfen möchtest, erklärt die Anleitung , wie das geht. BW | Pont de Clérey                                     | Clérey                                             |                                                   | Clérey                                             |                           |                           |                                      | N 1 |                           |                                          |                                                                       |
| Bild gesucht Die Wikipedia wünscht sich an dieser Stelle ein Bild vom hier behandelten Ort. Weitere Infos zum Motiv findest du vielleicht auf der Diskussionsseite . Falls du dabei helfen möchtest, erklärt die Anleitung , wie das geht. BW | Pont de Clérey Petite île                          | Clérey                                             |                                                   | Clérey                                             |                           |                           |                                      | La petite île |                           |                                          |                                                                       |
| Bild gesucht Die Wikipedia wünscht sich an dieser Stelle ein Bild vom hier behandelten Ort. Weitere Infos zum Motiv findest du vielleicht auf der Diskussionsseite . Falls du dabei helfen möchtest, erklärt die Anleitung , wie das geht. BW | Pont de Villemoyenne                               | Villemoyenne                                       |                                                   | Saint-Parres-lès-Vaudes                            |                           |                           |                                      | N 28 |                           |                                          |                                                                       |
| mehr Bilder | Pont de Chappes                                    | Chappes                                            |                                                   | Chappes                                            |                           |                           |                                      | N 49c |                           |                                          |                                                                       |
| mehr Bilder | Viaduc ferroviaire de Fouchères                    | Fouchères                                          |                                                   | Fouchères                                          |                           |                           |                                      | ehemalige Bahnlinie Saint-Julien (Troyes) à Gray |                           |                                          |                                                                       |
| mehr Bilder | Pont de Fouchères                                  | Fouchères                                          |                                                   | Fouchères                                          |                           |                           |                                      | N 81 |                           | PA00078117                               |                                                                       |
| Bild gesucht Die Wikipedia wünscht sich an dieser Stelle ein Bild vom hier behandelten Ort. Weitere Infos zum Motiv findest du vielleicht auf der Diskussionsseite . Falls du dabei helfen möchtest, erklärt die Anleitung , wie das geht. BW | Pont de Virey-sous-Bar                             | Virey-sous-Bar                                     |                                                   | Courtenot                                          |                           |                           |                                      | N 32 |                           |                                          |                                                                       |
| Bild gesucht Die Wikipedia wünscht sich an dieser Stelle ein Bild vom hier behandelten Ort. Weitere Infos zum Motiv findest du vielleicht auf der Diskussionsseite . Falls du dabei helfen möchtest, erklärt die Anleitung , wie das geht. BW | Pont de Courtenot                                  | Courtenot                                          |                                                   | Courtenot                                          |                           |                           |                                      | |                           |                                          |                                                                       |
| Bild gesucht Die Wikipedia wünscht sich an dieser Stelle ein Bild vom hier behandelten Ort. Weitere Infos zum Motiv findest du vielleicht auf der Diskussionsseite . Falls du dabei helfen möchtest, erklärt die Anleitung , wie das geht. BW | Pont de Bourguignons                               | Bourguignons                                       |                                                   | Bourguignons                                       |                           |                           |                                      | N 93 |                           |                                          |                                                                       |
| Bild gesucht Die Wikipedia wünscht sich an dieser Stelle ein Bild vom hier behandelten Ort. Weitere Infos zum Motiv findest du vielleicht auf der Diskussionsseite . Falls du dabei helfen möchtest, erklärt die Anleitung , wie das geht. BW | Pont de Bar-sur-Seine                              | Bar-sur-Seine                                      |                                                   | Bar-sur-Seine                                      |                           |                           |                                      | |                           |                                          |                                                                       |
| Bild gesucht Die Wikipedia wünscht sich an dieser Stelle ein Bild vom hier behandelten Ort. Weitere Infos zum Motiv findest du vielleicht auf der Diskussionsseite . Falls du dabei helfen möchtest, erklärt die Anleitung , wie das geht. BW | Pont de Bar-sur-Seine                              | Bar-sur-Seine                                      |                                                   | Bar-sur-Seine                                      |                           |                           |                                      | Impasse Pillot |                           |                                          |                                                                       |
| Bild gesucht Die Wikipedia wünscht sich an dieser Stelle ein Bild vom hier behandelten Ort. Weitere Infos zum Motiv findest du vielleicht auf der Diskussionsseite . Falls du dabei helfen möchtest, erklärt die Anleitung , wie das geht. BW | Pont de Bar-sur-Seine                              | Bar-sur-Seine                                      |                                                   | Bar-sur-Seine                                      |                           |                           |                                      | rue de l'Abreuvoir |                           |                                          |                                                                       |
| | Pont de Villeneuve                                 | Bar-sur-Seine                                      |                                                   | Bar-sur-Seine                                      |                           |                           |                                      | D 71 |                           |                                          |                                                                       |
| Bild gesucht Die Wikipedia wünscht sich an dieser Stelle ein Bild vom hier behandelten Ort. Weitere Infos zum Motiv findest du vielleicht auf der Diskussionsseite . Falls du dabei helfen möchtest, erklärt die Anleitung , wie das geht. BW | Pont de Polisot                                    | Polisot                                            |                                                   | Polisot                                            |                           |                           |                                      | N 189 |                           |                                          |                                                                       |
| Bild gesucht Die Wikipedia wünscht sich an dieser Stelle ein Bild vom hier behandelten Ort. Weitere Infos zum Motiv findest du vielleicht auf der Diskussionsseite . Falls du dabei helfen möchtest, erklärt die Anleitung , wie das geht. BW | Pont de Polisy                                     | Polisy                                             |                                                   | Polisy                                             |                           |                           |                                      | D 452 |                           |                                          |                                                                       |
| Bild gesucht Die Wikipedia wünscht sich an dieser Stelle ein Bild vom hier behandelten Ort. Weitere Infos zum Motiv findest du vielleicht auf der Diskussionsseite . Falls du dabei helfen möchtest, erklärt die Anleitung , wie das geht. BW | Viaduc ferroviaire de Polisy                       | Polisy                                             |                                                   | Polisy                                             |                           |                           |                                      | ehemalige Bahnlinie Saint-Julien (Troyes) à Gray |                           |                                          |                                                                       |
| Bild gesucht Die Wikipedia wünscht sich an dieser Stelle ein Bild vom hier behandelten Ort. Weitere Infos zum Motiv findest du vielleicht auf der Diskussionsseite . Falls du dabei helfen möchtest, erklärt die Anleitung , wie das geht. BW | Pont de Polisy                                     | Polisy                                             |                                                   | Polisy                                             |                           |                           |                                      | D 71 |                           |                                          |                                                                       |
| Bild gesucht Die Wikipedia wünscht sich an dieser Stelle ein Bild vom hier behandelten Ort. Weitere Infos zum Motiv findest du vielleicht auf der Diskussionsseite . Falls du dabei helfen möchtest, erklärt die Anleitung , wie das geht. BW | Pont de Buxeuil                                    | Buxeuil                                            |                                                   | Buxeuil                                            |                           |                           |                                      | N 36 |                           |                                          |                                                                       |
| Bild gesucht Die Wikipedia wünscht sich an dieser Stelle ein Bild vom hier behandelten Ort. Weitere Infos zum Motiv findest du vielleicht auf der Diskussionsseite . Falls du dabei helfen möchtest, erklärt die Anleitung , wie das geht. BW | Pont de Neuville-sur-Seine                         | Neuville-sur-Seine                                 |                                                   | Neuville-sur-Seine                                 |                           |                           |                                      | N 26 |                           |                                          |                                                                       |
| Bild gesucht Die Wikipedia wünscht sich an dieser Stelle ein Bild vom hier behandelten Ort. Weitere Infos zum Motiv findest du vielleicht auf der Diskussionsseite . Falls du dabei helfen möchtest, erklärt die Anleitung , wie das geht. BW | Pont de Gyé-sur-Seine                              | Gyé-sur-Seine                                      |                                                   | Gyé-sur-Seine                                      |                           |                           |                                      | N 70 |                           |                                          |                                                                       |
| Bild gesucht Die Wikipedia wünscht sich an dieser Stelle ein Bild vom hier behandelten Ort. Weitere Infos zum Motiv findest du vielleicht auf der Diskussionsseite . Falls du dabei helfen möchtest, erklärt die Anleitung , wie das geht. BW | Pont de Courteron                                  | Courteron                                          |                                                   | Courteron                                          |                           |                           |                                      | |                           |                                          |                                                                       |
| Bild gesucht Die Wikipedia wünscht sich an dieser Stelle ein Bild vom hier behandelten Ort. Weitere Infos zum Motiv findest du vielleicht auf der Diskussionsseite . Falls du dabei helfen möchtest, erklärt die Anleitung , wie das geht. BW | Pont de Courteron                                  | Courteron                                          |                                                   | Courteron                                          |                           |                           |                                      | D 71 E Aube |                           |                                          |                                                                       |
| Bild gesucht Die Wikipedia wünscht sich an dieser Stelle ein Bild vom hier behandelten Ort. Weitere Infos zum Motiv findest du vielleicht auf der Diskussionsseite . Falls du dabei helfen möchtest, erklärt die Anleitung , wie das geht. BW | Pont de la Gloire Dieu                             | Courteron                                          |                                                   | Courteron                                          |                           |                           |                                      | La Gloire Dieu |                           |                                          |                                                                       |
| Bild gesucht Die Wikipedia wünscht sich an dieser Stelle ein Bild vom hier behandelten Ort. Weitere Infos zum Motiv findest du vielleicht auf der Diskussionsseite . Falls du dabei helfen möchtest, erklärt die Anleitung , wie das geht. BW | Viaduc ferroviaire de Plaines-Saint-Lange          | Plaines-Saint-Lange                                |                                                   | Plaines-Saint-Lange                                |                           |                           |                                      | ehemalige Bahnlinie Saint-Julien (Troyes) à Gray |                           |                                          |                                                                       |
| Bild gesucht Die Wikipedia wünscht sich an dieser Stelle ein Bild vom hier behandelten Ort. Weitere Infos zum Motiv findest du vielleicht auf der Diskussionsseite . Falls du dabei helfen möchtest, erklärt die Anleitung , wie das geht. BW | Pont de Plaines-Saint-Lange                        | Plaines-Saint-Lange                                |                                                   | Plaines-Saint-Lange                                |                           |                           |                                      | |                           |                                          |                                                                       |
| Bild gesucht Die Wikipedia wünscht sich an dieser Stelle ein Bild vom hier behandelten Ort. Weitere Infos zum Motiv findest du vielleicht auf der Diskussionsseite . Falls du dabei helfen möchtest, erklärt die Anleitung , wie das geht. BW | Viaduc ferroviaire de Mussy-sur-Seine              | Mussy-sur-Seine                                    |                                                   | Mussy-sur-Seine                                    |                           |                           |                                      | ehemalige Bahnlinie Saint-Julien (Troyes) à Gray |                           |                                          |                                                                       |
| Bild gesucht Die Wikipedia wünscht sich an dieser Stelle ein Bild vom hier behandelten Ort. Weitere Infos zum Motiv findest du vielleicht auf der Diskussionsseite . Falls du dabei helfen möchtest, erklärt die Anleitung , wie das geht. BW | Pont aval de Mussy-sur-Seine                       | Mussy-sur-Seine                                    |                                                   | Mussy-sur-Seine                                    |                           |                           |                                      | N 17 |                           |                                          |                                                                       |
| Bild gesucht Die Wikipedia wünscht sich an dieser Stelle ein Bild vom hier behandelten Ort. Weitere Infos zum Motiv findest du vielleicht auf der Diskussionsseite . Falls du dabei helfen möchtest, erklärt die Anleitung , wie das geht. BW | Pont amont de Mussy-sur-Seine                      | Mussy-sur-Seine                                    |                                                   | Mussy-sur-Seine                                    |                           |                           |                                      | N 17 |                           |                                          |                                                                       |
| Côte-d’Or |                                                    |                                                    |                                                   |                                                    |                           |                           |                                      | |                           |                                          |                                                                       |
| | Pont de Gomméville                                 | Gomméville                                         |                                                   | Gomméville                                         |                           |                           | Steinbogenbrücke                     | | 1825                      |                                          |                                                                       |
| Bild gesucht Die Wikipedia wünscht sich an dieser Stelle ein Bild vom hier behandelten Ort. Weitere Infos zum Motiv findest du vielleicht auf der Diskussionsseite . Falls du dabei helfen möchtest, erklärt die Anleitung , wie das geht. BW | Pont de Charrey-sur-Seine                          | Charrey-sur-Seine                                  |                                                   | Charrey-sur-Seine                                  |                           |                           |                                      | N 118D |                           |                                          |                                                                       |
| Bild gesucht Die Wikipedia wünscht sich an dieser Stelle ein Bild vom hier behandelten Ort. Weitere Infos zum Motiv findest du vielleicht auf der Diskussionsseite . Falls du dabei helfen möchtest, erklärt die Anleitung , wie das geht. BW | Pont de Pothières                                  | Pothières                                          |                                                   | Pothières                                          |                           |                           |                                      | N 16 |                           |                                          | kleine Seine                                                          |
| Bild gesucht Die Wikipedia wünscht sich an dieser Stelle ein Bild vom hier behandelten Ort. Weitere Infos zum Motiv findest du vielleicht auf der Diskussionsseite . Falls du dabei helfen möchtest, erklärt die Anleitung , wie das geht. BW | Pont de Villers-Patras                             | Pothières                                          |                                                   | Villers-Patras                                     |                           |                           |                                      | N 16 |                           |                                          | großer Seinearm                                                       |
| | Pont de Vix                                        | Vix                                                |                                                   | Vix                                                |                           |                           | Steinbogenbrücke                     | N 118C |                           |                                          |                                                                       |
| Bild gesucht Die Wikipedia wünscht sich an dieser Stelle ein Bild vom hier behandelten Ort. Weitere Infos zum Motiv findest du vielleicht auf der Diskussionsseite . Falls du dabei helfen möchtest, erklärt die Anleitung , wie das geht. BW | Viaduc ferroviaire d’Étrochey                      | Étrochey                                           |                                                   | Étrochey                                           |                           |                           |                                      | ehemalige Bahnlinie Saint-Julien (Troyes) à Gray |                           |                                          |                                                                       |
| | Pont des Romains                                   | Étrochey                                           |                                                   | Étrochey                                           |                           |                           | Steinbogenbrücke                     | |                           |                                          | erste Brücke aus dem 12. Jh.                                          |
| Bild gesucht Die Wikipedia wünscht sich an dieser Stelle ein Bild vom hier behandelten Ort. Weitere Infos zum Motiv findest du vielleicht auf der Diskussionsseite . Falls du dabei helfen möchtest, erklärt die Anleitung , wie das geht. BW | Pont de Sainte-Colombe                             | Sainte-Colombe-sur-Seine                           |                                                   | Sainte-Colombe-sur-Seine                           |                           |                           |                                      | |                           |                                          |                                                                       |
| | Viaduc ferroviaire de Sainte-Colombe               | Sainte-Colombe-sur-Seine                           |                                                   | Sainte-Colombe-sur-Seine                           |                           |                           | Steinbogenbrücke                     | Bahnlinie Nuits-sous-Ravières à Châtillon-sur-Seine |                           |                                          |                                                                       |
| Bild gesucht Die Wikipedia wünscht sich an dieser Stelle ein Bild vom hier behandelten Ort. Weitere Infos zum Motiv findest du vielleicht auf der Diskussionsseite . Falls du dabei helfen möchtest, erklärt die Anleitung , wie das geht. BW | Pont de la rue du Moulin                           | Sainte-Colombe-sur-Seine                           |                                                   | Sainte-Colombe-sur-Seine                           |                           |                           |                                      | N 118G |                           |                                          |                                                                       |
| Bild gesucht Die Wikipedia wünscht sich an dieser Stelle ein Bild vom hier behandelten Ort. Weitere Infos zum Motiv findest du vielleicht auf der Diskussionsseite . Falls du dabei helfen möchtest, erklärt die Anleitung , wie das geht. BW | Pont de la rue des Ponts                           | Sainte-Colombe-sur-Seine                           |                                                   | Sainte-Colombe-sur-Seine                           |                           |                           |                                      | N 118 |                           |                                          |                                                                       |
| Bild gesucht Die Wikipedia wünscht sich an dieser Stelle ein Bild vom hier behandelten Ort. Weitere Infos zum Motiv findest du vielleicht auf der Diskussionsseite . Falls du dabei helfen möchtest, erklärt die Anleitung , wie das geht. BW | Pont de l'Allée de Châtillon                       | Sainte-Colombe-sur-Seine                           |                                                   | Sainte-Colombe-sur-Seine                           |                           |                           |                                      | |                           |                                          |                                                                       |
| Bild gesucht Die Wikipedia wünscht sich an dieser Stelle ein Bild vom hier behandelten Ort. Weitere Infos zum Motiv findest du vielleicht auf der Diskussionsseite . Falls du dabei helfen möchtest, erklärt die Anleitung , wie das geht. BW | Pont traversant l'île à Châtillon                  | Châtillon-sur-Seine                                |                                                   | Châtillon-sur-Seine                                |                           |                           |                                      | |                           |                                          |                                                                       |
| Bild gesucht Die Wikipedia wünscht sich an dieser Stelle ein Bild vom hier behandelten Ort. Weitere Infos zum Motiv findest du vielleicht auf der Diskussionsseite . Falls du dabei helfen möchtest, erklärt die Anleitung , wie das geht. BW | Pont de Châtillon (N 71)                           | Châtillon-sur-Seine                                |                                                   | Châtillon-sur-Seine                                |                           |                           |                                      | D 71 |                           | Eintrag Nr. IA21000045                   |                                                                       |
| Bild gesucht Die Wikipedia wünscht sich an dieser Stelle ein Bild vom hier behandelten Ort. Weitere Infos zum Motiv findest du vielleicht auf der Diskussionsseite . Falls du dabei helfen möchtest, erklärt die Anleitung , wie das geht. BW | Pont rue de Seine                                  | Châtillon-sur-Seine                                |                                                   | Châtillon-sur-Seine                                |                           |                           |                                      | |                           |                                          | großer Seinearm                                                       |
| Bild gesucht Die Wikipedia wünscht sich an dieser Stelle ein Bild vom hier behandelten Ort. Weitere Infos zum Motiv findest du vielleicht auf der Diskussionsseite . Falls du dabei helfen möchtest, erklärt die Anleitung , wie das geht. BW | Pont Saint-Barthélémy                              | Châtillon-sur-Seine                                |                                                   | Châtillon-sur-Seine                                |                           |                           |                                      | |                           | Eintrag Nr. IA21000044                   | großer Seinearm                                                       |
| mehr Bilder | Pont des Boulangers                                | Châtillon-sur-Seine                                |                                                   | Châtillon-sur-Seine                                |                           |                           | Steinbogenbrücke                     | | 16. Jh.                   | PA00112204 IA21000042 Inventaire général | kleiner Seinearm                                                      |
| mehr Bilder | Pont du Perthuis-au-Loup                           | Châtillon-sur-Seine                                |                                                   | Châtillon-sur-Seine                                |                           |                           | Steinbogenbrücke                     | | 14. Jh. 1713              | PA00112203 IA21000043 Inventaire général | großer Seinearm                                                       |
| Bild gesucht Die Wikipedia wünscht sich an dieser Stelle ein Bild vom hier behandelten Ort. Weitere Infos zum Motiv findest du vielleicht auf der Diskussionsseite . Falls du dabei helfen möchtest, erklärt die Anleitung , wie das geht. BW | Pont de la rue du Maréchal Leclerc                 | Châtillon-sur-Seine                                |                                                   | Châtillon-sur-Seine                                |                           |                           |                                      | |                           |                                          | großer Seinearm                                                       |
| Bild gesucht Die Wikipedia wünscht sich an dieser Stelle ein Bild vom hier behandelten Ort. Weitere Infos zum Motiv findest du vielleicht auf der Diskussionsseite . Falls du dabei helfen möchtest, erklärt die Anleitung , wie das geht. BW | Pont de la rue du Maréchal Leclerc                 | Châtillon-sur-Seine                                |                                                   | Châtillon-sur-Seine                                |                           |                           |                                      | |                           |                                          | Rue du Maréchal Leclerc, petit bras de la Seine                       |
| Bild gesucht Die Wikipedia wünscht sich an dieser Stelle ein Bild vom hier behandelten Ort. Weitere Infos zum Motiv findest du vielleicht auf der Diskussionsseite . Falls du dabei helfen möchtest, erklärt die Anleitung , wie das geht. BW | Pont de la rue Maréchal de Lattre                  | Châtillon-sur-Seine                                |                                                   | Châtillon-sur-Seine                                |                           |                           |                                      | D 71 |                           |                                          | großer Seinearm                                                       |
| Bild gesucht Die Wikipedia wünscht sich an dieser Stelle ein Bild vom hier behandelten Ort. Weitere Infos zum Motiv findest du vielleicht auf der Diskussionsseite . Falls du dabei helfen möchtest, erklärt die Anleitung , wie das geht. BW | Pont de la rue Maréchal de Lattre                  | Châtillon-sur-Seine                                |                                                   | Châtillon-sur-Seine                                |                           |                           |                                      | D 71 |                           |                                          | kleiner Seinearm                                                      |
| Bild gesucht Die Wikipedia wünscht sich an dieser Stelle ein Bild vom hier behandelten Ort. Weitere Infos zum Motiv findest du vielleicht auf der Diskussionsseite . Falls du dabei helfen möchtest, erklärt die Anleitung , wie das geht. BW | Pont du boulevard Gustave Morizot                  | Châtillon-sur-Seine                                |                                                   | Châtillon-sur-Seine                                |                           |                           |                                      | |                           |                                          |                                                                       |
| Bild gesucht Die Wikipedia wünscht sich an dieser Stelle ein Bild vom hier behandelten Ort. Weitere Infos zum Motiv findest du vielleicht auf der Diskussionsseite . Falls du dabei helfen möchtest, erklärt die Anleitung , wie das geht. BW | Pont du boulevard Gustave Morizot                  | Châtillon-sur-Seine                                |                                                   | Châtillon-sur-Seine                                |                           |                           |                                      | |                           |                                          |                                                                       |
| Bild gesucht Die Wikipedia wünscht sich an dieser Stelle ein Bild vom hier behandelten Ort. Weitere Infos zum Motiv findest du vielleicht auf der Diskussionsseite . Falls du dabei helfen möchtest, erklärt die Anleitung , wie das geht. BW | Pont de l'avenue Maréchal Joffre                   | Châtillon-sur-Seine                                |                                                   | Châtillon-sur-Seine                                |                           |                           |                                      | D 80 |                           |                                          |                                                                       |
| Bild gesucht Die Wikipedia wünscht sich an dieser Stelle ein Bild vom hier behandelten Ort. Weitere Infos zum Motiv findest du vielleicht auf der Diskussionsseite . Falls du dabei helfen möchtest, erklärt die Anleitung , wie das geht. BW | Pont de Buncey                                     | Buncey                                             |                                                   | Buncey                                             |                           |                           |                                      | |                           |                                          |                                                                       |
| | Pont d'Ampilly-le-Sec                              | Ampilly-le-Sec                                     |                                                   | Ampilly-le-Sec                                     |                           |                           | Steinbogenbrücke                     | lieu-dit La Forge |                           |                                          |                                                                       |
| Bild gesucht Die Wikipedia wünscht sich an dieser Stelle ein Bild vom hier behandelten Ort. Weitere Infos zum Motiv findest du vielleicht auf der Diskussionsseite . Falls du dabei helfen möchtest, erklärt die Anleitung , wie das geht. BW | Pont d'Ampilly-le-Sec (D 29A)                      | Ampilly-le-Sec                                     |                                                   | Ampilly-le-Sec                                     |                           |                           |                                      | N 29A |                           |                                          |                                                                       |
| mehr Bilder | Pont Sully                                         | Chamesson                                          |                                                   | Chamesson                                          |                           |                           | Steinbogenbrücke                     | N 21D | 18. Jh.                   |                                          |                                                                       |
| Bild gesucht Die Wikipedia wünscht sich an dieser Stelle ein Bild vom hier behandelten Ort. Weitere Infos zum Motiv findest du vielleicht auf der Diskussionsseite . Falls du dabei helfen möchtest, erklärt die Anleitung , wie das geht. BW | Pont du chemin du Bois Paris                       | Chamesson                                          |                                                   | Chamesson                                          |                           |                           |                                      | chemin du Bois Paris |                           |                                          |                                                                       |
| Bild gesucht Die Wikipedia wünscht sich an dieser Stelle ein Bild vom hier behandelten Ort. Weitere Infos zum Motiv findest du vielleicht auf der Diskussionsseite . Falls du dabei helfen möchtest, erklärt die Anleitung , wie das geht. BW | Pont de Nod-sur-Seine (D 29C)                      | Nod-sur-Seine                                      |                                                   | Nod-sur-Seine                                      |                           |                           |                                      | N 29C |                           |                                          |                                                                       |
| Bild gesucht Die Wikipedia wünscht sich an dieser Stelle ein Bild vom hier behandelten Ort. Weitere Infos zum Motiv findest du vielleicht auf der Diskussionsseite . Falls du dabei helfen möchtest, erklärt die Anleitung , wie das geht. BW | Pont de Nod-sur-Seine                              | Nod-sur-Seine                                      |                                                   | Nod-sur-Seine                                      |                           |                           |                                      | lieu-dit Le Fourneau |                           |                                          |                                                                       |
| | Pont d'Aisey-sur-Seine                             | Aisey-sur-Seine                                    |                                                   | Aisey-sur-Seine                                    |                           |                           | Steinbogenbrücke                     | N 29 |                           |                                          |                                                                       |
| | Pont des Troubles                                  | Aisey-sur-Seine                                    |                                                   | Aisey-sur-Seine                                    |                           |                           | Steinbogenbrücke                     | D 71 |                           |                                          |                                                                       |
| | Pont de Vaurois                                    | Brémur-et-Vaurois                                  |                                                   | Brémur-et-Vaurois                                  |                           |                           | Steinbogenbrücke                     | N 101 |                           |                                          |                                                                       |
| | Pont de Chenecières                                | Chenecières                                        |                                                   | Chenecières                                        |                           | ?                         | Steinbogenbrücke                     | |                           |                                          |                                                                       |
| | Pont de Saint-Marc-sur-Seine                       | Saint-Marc-sur-Seine                               |                                                   | Saint-Marc-sur-Seine                               |                           |                           | Steinbogenbrücke                     | |                           |                                          |                                                                       |
| | Pont de Saint-Marc-sur-Seine                       | Saint-Marc-sur-Seine                               |                                                   | Saint-Marc-sur-Seine                               |                           |                           | Steinbogenbrücke                     | |                           |                                          |                                                                       |
| Bild gesucht Die Wikipedia wünscht sich an dieser Stelle ein Bild vom hier behandelten Ort. Weitere Infos zum Motiv findest du vielleicht auf der Diskussionsseite . Falls du dabei helfen möchtest, erklärt die Anleitung , wie das geht. BW | Pont de Bellenod-sur-Seine                         | Bellenod-sur-Seine                                 |                                                   | Saint-Marc-sur-Seine                               |                           |                           |                                      | |                           |                                          |                                                                       |
| Bild gesucht Die Wikipedia wünscht sich an dieser Stelle ein Bild vom hier behandelten Ort. Weitere Infos zum Motiv findest du vielleicht auf der Diskussionsseite . Falls du dabei helfen möchtest, erklärt die Anleitung , wie das geht. BW | Pont de Bellenod-sur-Seine (D 901)                 | Bellenod-sur-Seine                                 |                                                   | Bellenod-sur-Seine                                 |                           |                           |                                      | N 901 |                           |                                          |                                                                       |
| Bild gesucht Die Wikipedia wünscht sich an dieser Stelle ein Bild vom hier behandelten Ort. Weitere Infos zum Motiv findest du vielleicht auf der Diskussionsseite . Falls du dabei helfen möchtest, erklärt die Anleitung , wie das geht. BW | Pont de Bellenod-sur-Seine                         | Bellenod-sur-Seine                                 |                                                   | Bellenod-sur-Seine                                 |                           |                           |                                      | |                           |                                          |                                                                       |
| Bild gesucht Die Wikipedia wünscht sich an dieser Stelle ein Bild vom hier behandelten Ort. Weitere Infos zum Motiv findest du vielleicht auf der Diskussionsseite . Falls du dabei helfen möchtest, erklärt die Anleitung , wie das geht. BW | Pont de Bellenod-sur-Seine                         | Bellenod-sur-Seine                                 |                                                   | Bellenod-sur-Seine                                 |                           |                           |                                      | N 901 |                           |                                          |                                                                       |
| Bild gesucht Die Wikipedia wünscht sich an dieser Stelle ein Bild vom hier behandelten Ort. Weitere Infos zum Motiv findest du vielleicht auf der Diskussionsseite . Falls du dabei helfen möchtest, erklärt die Anleitung , wie das geht. BW | Pont de Cosne                                      | Cosne (hameau)                                     |                                                   | Cosne (hameau)                                     |                           |                           |                                      | D 454 |                           |                                          |                                                                       |
| Bild gesucht Die Wikipedia wünscht sich an dieser Stelle ein Bild vom hier behandelten Ort. Weitere Infos zum Motiv findest du vielleicht auf der Diskussionsseite . Falls du dabei helfen möchtest, erklärt die Anleitung , wie das geht. BW | Pont de Quemigny-sur-Seine                         | Quemigny-sur-Seine                                 |                                                   | Quemigny-sur-Seine                                 |                           |                           |                                      | N 101D |                           |                                          |                                                                       |
| Bild gesucht Die Wikipedia wünscht sich an dieser Stelle ein Bild vom hier behandelten Ort. Weitere Infos zum Motiv findest du vielleicht auf der Diskussionsseite . Falls du dabei helfen möchtest, erklärt die Anleitung , wie das geht. BW | Pont de Beaunotte                                  | Beaunotte                                          |                                                   | Beaunotte                                          |                           |                           |                                      | |                           |                                          |                                                                       |
| | Pont de Duesme                                     | Duesme                                             |                                                   | Duesme                                             |                           |                           | Steinbogenbrücke                     | |                           |                                          |                                                                       |
| Bild gesucht Die Wikipedia wünscht sich an dieser Stelle ein Bild vom hier behandelten Ort. Weitere Infos zum Motiv findest du vielleicht auf der Diskussionsseite . Falls du dabei helfen möchtest, erklärt die Anleitung , wie das geht. BW | Pont de la voie de la Calmagne                     |                                                    |                                                   |                                                    |                           | ?                         |                                      | |                           |                                          |                                                                       |
| Bild gesucht Die Wikipedia wünscht sich an dieser Stelle ein Bild vom hier behandelten Ort. Weitere Infos zum Motiv findest du vielleicht auf der Diskussionsseite . Falls du dabei helfen möchtest, erklärt die Anleitung , wie das geht. BW | Pont d'Orret                                       | Orret                                              |                                                   | Orret                                              |                           |                           |                                      | N 114A |                           |                                          |                                                                       |
| | Pont d'Oigny                                       | Oigny                                              |                                                   | Oigny                                              |                           |                           |                                      | N 114B |                           |                                          |                                                                       |
| | Pont de Billy-les-Chanceaux                        | Billy-lès-Chanceaux                                |                                                   | Billy-lès-Chanceaux                                |                           |                           | Steinbogenbrücke                     | |                           |                                          |                                                                       |
| Bild gesucht Die Wikipedia wünscht sich an dieser Stelle ein Bild vom hier behandelten Ort. Weitere Infos zum Motiv findest du vielleicht auf der Diskussionsseite . Falls du dabei helfen möchtest, erklärt die Anleitung , wie das geht. BW | Pont de Courceau                                   | Chanceaux                                          |                                                   | Chanceaux                                          |                           |                           |                                      | D 71 |                           |                                          |                                                                       |
| Bild gesucht Die Wikipedia wünscht sich an dieser Stelle ein Bild vom hier behandelten Ort. Weitere Infos zum Motiv findest du vielleicht auf der Diskussionsseite . Falls du dabei helfen möchtest, erklärt die Anleitung , wie das geht. BW | Pont de la rue de la fontaine du bois              | Chanceaux                                          |                                                   | Chanceaux                                          |                           |                           |                                      | |                           |                                          |                                                                       |
| Bild gesucht Die Wikipedia wünscht sich an dieser Stelle ein Bild vom hier behandelten Ort. Weitere Infos zum Motiv findest du vielleicht auf der Diskussionsseite . Falls du dabei helfen möchtest, erklärt die Anleitung , wie das geht. BW | Pont de Source-Seine                               | Source-Seine                                       |                                                   | Source-Seine                                       |                           |                           |                                      | N 103c |                           |                                          |                                                                       |
| Bild gesucht Die Wikipedia wünscht sich an dieser Stelle ein Bild vom hier behandelten Ort. Weitere Infos zum Motiv findest du vielleicht auf der Diskussionsseite . Falls du dabei helfen möchtest, erklärt die Anleitung , wie das geht. BW | Troisième pont sur la Seine                        | Source-Seine                                       |                                                   | Source-Seine                                       |                           |                           |                                      | |                           |                                          | Brücke überwuchert                                                    |
| mehr Bilder | Pont Paul-Lamarche                                 | Source-Seine                                       |                                                   | Source-Seine                                       |                           |                           | Steinbogenbrücke                     | | 1970                      |                                          | parc des sources                                                      |
| mehr Bilder | Premier pont sur la Seine                          | Source-Seine                                       |                                                   | Source-Seine                                       |                           |                           | Steinbogenbrücke                     | |                           |                                          | Brücke an der Quelle                                                  |